# 유로비전 송 콘테스트 2025
유로비전 송 콘테스트 2025(영어: Eurovision Song Contest 2025)는 유로비전 송 콘테스트의 69번째 대회였다. 이 대회는 스위스가 네모의 노래 "The Code"로 2024년 대회에서 우승한 후 스위스 바젤에서 개최되었다. 유럽 방송 연맹 (EBU)과 주최 방송사 SRG SSR이 주관한 이 대회는 장크트 야코프할레에서 열렸으며, 2025년 5월 13일과 15일에 두 번의 준결승, 5월 17일에 결승전으로 구성되었다. 세 번의 라이브 쇼는 하젤 브루거와 산드라 슈투더가 진행했으며, 결승전에는 미셸 훈치커가 합류했다.
37개국 방송사가 대회에 참가했으며, 이는 지난 두 대회와 동일한 숫자이다. 몬테네그로는 2년 만에 복귀했으며, 원래 참가할 예정이었던 몰도바는 경제적인 이유와 국내 선발 경쟁곡들의 질 때문에 나중에 철회했다. 이스라엘의 참가는 가자 전쟁의 맥락에서 계속해서 논란을 일으켰고, 일부 참가 방송사들은 이 문제에 대한 논의를 요구했다.
우승은 오스트리아의 JJ가 부르고 그와 테오도라 슈피리치, 토마스 투르너가 작곡한 노래 "Wasted Love"였다. 오스트리아는 총 득표수와 심사위원단 득표수 모두에서 우승했으며, 시청자 투표에서는 4위를 차지했다. 이스라엘은 시청자 투표에서 우승하고 전체 2위를 차지했으며, 에스토니아, 스웨덴, 이탈리아가 상위 5위를 차지했다. EBU는 이 대회가 37개 유럽 시장에서 1억 6,600만 명의 TV 시청자를 기록했으며, 이는 이전 대회보다 300만 명 증가한 수치라고 보고했다.

## 개최지

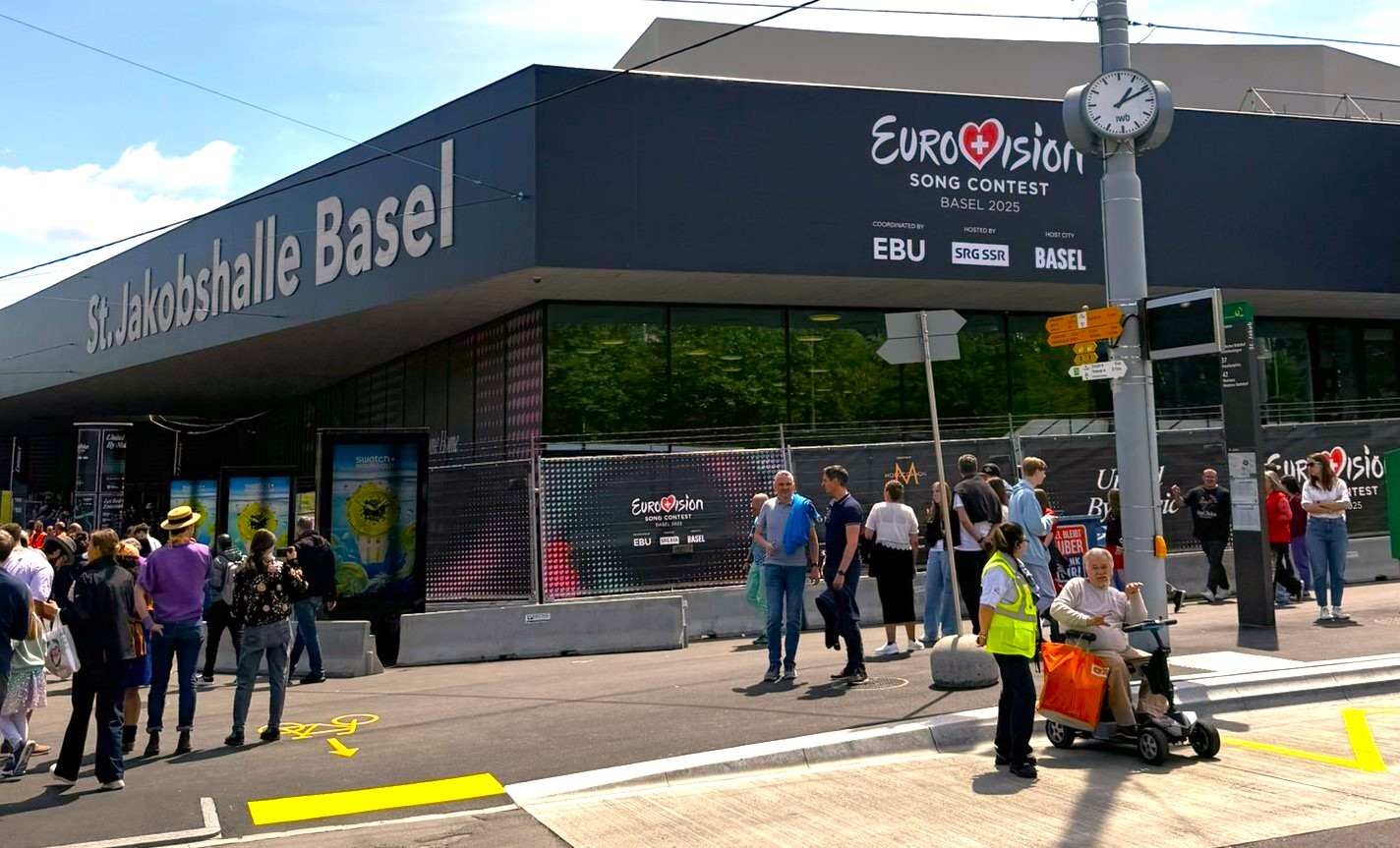
장크트 야코프할레, 바젤 – 2025년 대회 개최지

2025년 대회는 스위스 바젤에서 개최되었으며, 이는 스위스가 네모가 부른 노래 "The Code"로 2024년 대회에서 우승한 것에 따른 것이다. 스위스가 대회를 개최한 것은 1956년 첫 대회와 1989년 대회를 각각 루가노와 로잔에서 개최한 이후 세 번째였다. 대회 개최지로 선정된 곳은 12,400석 규모의 장크트 야코프할레로, 실내 스포츠 및 콘서트 행사 장소로 사용된다. 이 경기장은 바젤란트의 뮌헨슈타인 자치구에 위치해 있으며, 바젤슈타트주와의 경계에 인접해 있다.
메세(Messe)와 바젤 콩그레스 센터는 대회와 관련된 여러 행사를 개최했다. 이곳은 대회 참가자와 지역 예술가들의 공연뿐만 아니라 일반 대중을 위한 라이브 쇼 상영회를 개최하는 유로비전 빌리지와, 공식 애프터 파티와 대회 참가자들의 비공개 공연을 주최하는 유로클럽의 장소였다. 2025년 5월 11일에 열린 "터키쉬 카펫" 행사는 바젤 시청에서 시작하여 미텔 다리를 지나며, 참가자들과 대표단이 언론과 팬들에게 소개된 후, 메세 바젤에서 개막식이 열렸다. 장크트 야코프 파르크 스타디움에서는 결승전 상영회와 함께 네 명의 전 유로비전 참가자들의 공연이 열렸으며, 대중에게 입장료가 부과되었다. 이 스타디움은 생방송에서도 소개되었고, 이 행사를 위해 "아레나 플러스"로 언급되었다. 유로비전 스트리트는 슈타이넨포어슈타트에 위치해 있었다.

### 입찰 단계
스위스가 2024년 대회에서 우승한 후, 제네바 지방 당국은 팔렉스포에서 2025년 대회를 개최하는 데 관심을 표명하고 공식 신청서를 제출했다. 같은 날, 바젤슈타트주 정부의 대통령인 콘라딘 크라머도 바젤에서 2025년 행사를 개최하는 데 관심을 표명했다. 5월 12일에는 장크트갈렌의 올마 홀이 잠재적인 개최지로 제안되었다.
5월 13일, 1956년 첫 대회를 개최했던 루가노는 2025년 개최 입찰을 거부했다. 베른의 주 정부 대통령인 필리프 뮐러는 사실상 스위스 수도에서 대회를 개최하는 것에 대한 망설임을 표명했지만, 주 정부는 나중에 베른에서 행사를 조직하는 것을 지지한다고 발표했다. 한편, 취리히 시 의회는 입찰 논의를 위한 "최고 우선순위" 회의를 개최했다. 5월 14일, 1989년 대회를 개최했던 로잔은 인프라 부족을 이유로 2025년 개최 입찰을 거부했다. 5월 15일, 빌/비엔은 행사와 협력하여 공동 주최할 의사를 표명했다. 5월 17일, 프리부르 지방 정부는 잠재적인 입찰을 검토 중이라고 밝혔다. 6월 5일, 바젤슈타트 정부는 입찰할 것이며, 장크트 야코프할레와 장크트 야코프 파르크를 가능한 개최지로 제안했다고 확인했다. 6월 6일, 빌/비엔과 베른 지자체는 공동 입찰을 발표했다. 6월 12일, 장크트갈렌은 행사 개최 요건을 충족하지 못하여 입찰을 제출하지 않을 것이라고 발표했다.
주최 방송사인 SRG SSR은 2024년 5월 27일 관심 있는 도시에 대한 요구 사항 목록을 발표하여 입찰 절차를 시작했다. 바젤, 베른, 제네바, 취리히는 6월 28일 공식적으로 관심을 표명하고 입찰을 완료했다. 주최 방송사 대표들은 7월 초에 네 개의 입찰 도시를 방문했으며, 7월 19일에는 바젤과 제네바를 최종 후보로 선정했다. 8월 30일, 유럽 방송 연맹 (EBU)과 SRG SSR은 바젤을 개최 도시로, 장크트 야코프할레를 선정된 장소로 발표했다. 2024년 11월에는 바젤슈타트주 주 내에서 대회 개최 비용 승인을 위한 국민투표가 실시되었으며, 66.6%의 유권자 지지로 통과되었다.
범례:

 †  개최 도시
 *  최종 후보
 ^  입찰 제출
| 도시              | 장소                 | 비고 | Ref.                 |
| ----------------- | -------------------- | --- | -------------------- |
| 바젤 †            | 장크트 야코프 파르크 | 2016 UEFA 유로파리그 결승전을 개최했으며, UEFA 여자 유로 2025 경기도 개최할 예정이다. 제안은 경기장 지붕 건설 여부에 달려 있었다. | [ 17 ] [ 40 ] [ 41 ] |
| 바젤 †            | [[장크트 야코프할레] | 연례 스위스 인도어스 테니스 챔피언십을 개최한다.                                                                                  | [ 17 ] [ 40 ] [ 41 ] |
| 베른 및 빌/비엔 ^ | 노이에 페스트할레    | 베른엑스포 복합단지 내에 건설 예정인 음악 공연장 주변 제안.                                                                       | [ 42 ] [ 43 ]        |
| 제네바 *          | 팔렉스포             | 연례 제네바 모터쇼를 개최했다. 또한 2014 데이비스컵 준결승전과 2019 레이버 컵을 개최했다.                                         | [ 44 ]               |
| 장크트갈렌        | 올마 홀              | — | [ 18 ] [ 45 ]        |
| 취리히 ^          | 할렌슈타디온         | 1993년부터 2008년까지 연례 취리히 오픈을 개최했다.                                                                                | [ 46 ] [ 47 ]        |
| 취리히 ^          | 스위스 라이프 아레나 | 2026 IIHF 세계 선수권 대회의 예정 개최지                                                                                          | [ 46 ] [ 47 ]        |

## 참가국

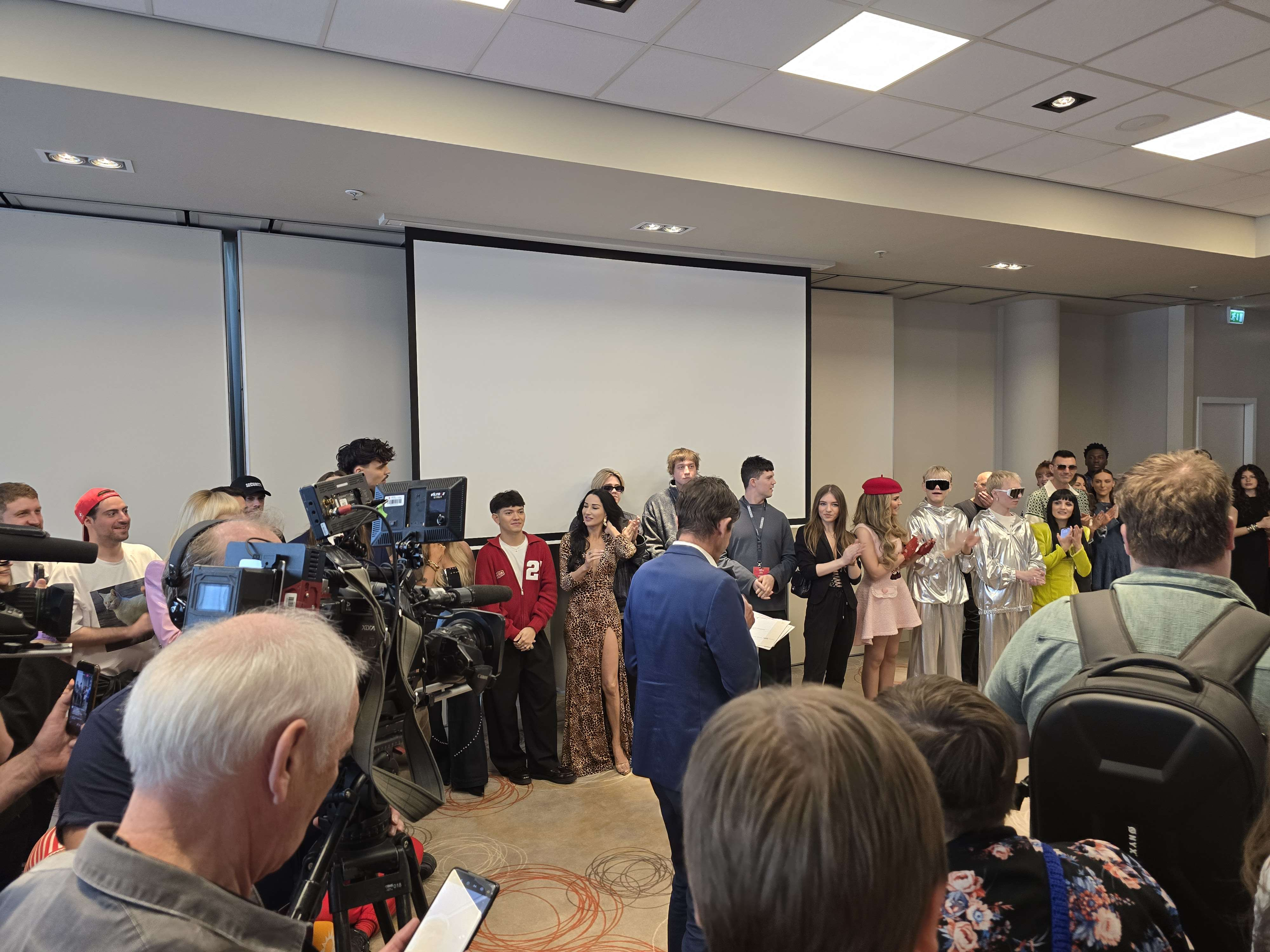
2025년 4월 암스테르담에서 열린 유로비전 인 콘서트 프리파티 행사에서 2025 유로비전 송 콘테스트 참가 아티스트 그룹

유로비전 송 콘테스트에 참가하려면 EBU 회원 자격을 갖춘 국내 방송사가 유로비전 네트워크를 통해 콘테스트를 수신하고 전국에 생방송할 수 있어야 한다. EBU는 모든 회원에게 콘테스트 참가 초청을 보낸다.
2024년 12월 12일, EBU는 초기 발표에서 몬테네그로를 포함한 38개국 방송사가 2년 만에 복귀하여 2025년 콘테스트에 참가할 것이라고 밝혔다. 2025년 1월 22일, 몰도바는 경제적인 이유와 국가 결승전 곡들의 질을 이유로 철회를 발표하여 참가국 수가 37개국으로 줄었다.
이 대회에는 같은 나라를 위해 두 명의 복귀 아티스트가 참가했다: 유스티나 스테치코프스카는 이전에 폴란드를 1995년에 대표했으며, 니나 지지치는 2013년 몬테네그로를 위해 후 시와 함께 출연했다. 스테치코프스카의 30년 만의 복귀는 동일 아티스트의 두 참가 사이의 가장 긴 공백 기록을 깼는데, 이전에 이 기록은 아나 비시가 1982년 키프로스와 2006년 그리스 참가 사이 24년의 공백으로 보유하고 있었다.
| 국가           | 방송사            | 아티스트                | 곡                              | 언어                     | 작곡가 | Ref.   |
| -------------- | ----------------- | ----------------------- | ------------------------------- | ------------------------ | --- | ------ |
| 알바니아       | RTSH              | 슈코드라 일렉트로니케   | "Zjerm"                         | 알바니아어               | 레크 젤로시 베아트리체 제르지 콜레 라차                                                                                                   | [ 55 ] |
| 아르메니아     | AMPTV             | 파르그                  | "Survivor"                      | 영어, 아르메니아어       | 벤자민 알라수 존 알지디 페테르 보스트룀 조슈아 커란 토마스 G:손 마르틴 모라디안 아르멘 폴 파르게프 바르다니안 에바 보스카니안 알렉스 윌케 | [ 56 ] |
| 오스트레일리아 | SBS               | 고-조                   | "Milkshake Man"                 | 영어                     | 제이슨 보비노 에이미 셰퍼드 조지 셰퍼드 마티 잠보토                                                                                       | [ 57 ] |
| 오스트리아     | ORF               | JJ                      | "Wasted Love"                   | 영어                     | 요하네스 피츠 테오도라 슈피리치 토마스 투르너                                                                                             | [ 58 ] |
| 아제르바이잔   | İTV               | 마마가마                | "Run with U"                    | 영어                     | 하산 하야다르 세파엘 미시예프 로만 지 | [ 59 ] |
| 벨기에         | VRT               | 레드 세바스찬           | "Strobe Lights"                 | 영어                     | 빌리 벤테인 세페 헤레만 아스트리드 롤란츠 빌렘 반데르스티헬레                                                                             | [ 60 ] |
| 크로아티아     | HRT               | 마르코 보슈냐크         | "Poison Cake"                   | 영어                     | 마르코 보슈냐크 엠마 게일 벤 파인 바스 비싱크                                                                                             | [ 61 ] |
| 키프로스       | CyBC              | 테오 에반               | "Shh"                           | 영어                     | 린다 데일 디미트리스 콘토풀로스 라세 니만 엘사 쇠셀비크 엘케 티엘                                                                         | [ 62 ] |
| 체코           | ČT                | 아돈스                  | "Kiss Kiss Goodbye"             | 영어                     | 로렌조 칼보 미카엘라 차르바토바 이네스 쿨론 로날드 야네체크 조지 마스터스-클라크 아담 파블로프친 아드리아누 로페스 다 실바                | [ 63 ] |
| 덴마크         | DR                | 시살                    | "Hallucination"                 | 영어                     | 리네아 데브 멜라니 하이라페티안 말테 요한센 시살 요한나 노르베르그 니클라센 크리스 로드-프리스크 리나 스팡스베르그 마르쿠스 빈터-존       | [ 64 ] |
| 에스토니아     | ERR               | 토미 캐시               | "Espresso Macchiato"            | 이탈리아어, 영어         | 요하네스 나우카리넨 토마스 탐메메츠 | [ 65 ] |
| 핀란드         | Yle               | 에리카 비크만           | "Ich komme"                     | 핀란드어, 독일어         | 크리스텔 루스베르그 요리 시외루스 | [ 66 ] |
| 프랑스         | 프랑스 텔레비지옹 | 루안                    | "Maman"                         | 프랑스어                 | 안네 페이셰르트 트리스탄 살바티 | [ 67 ] |
| 조지아         | GPB               | 마리암 솅엘리아         | "Freedom"                       | 조지아어, 영어           | 케티 가비시아니 부카 카르토지아 | [ 68 ] |
| 독일           | ARD/NDR           | 아보르 & 티나           | "Baller"                        | 독일어                   | 아틸라 보르네미사 툰데 보르네미사 알렉산더 하우어                                                                                         | [ 71 ] |
| 그리스         | ERT               | 클라브디아              | "Asteromata" (Αστερομάτα)       | 그리스어                 | 아케이드 클라브디아 파파도풀루 | [ 72 ] |
| 아이슬란드     | RÚV               | 배브                    | "Róa"                           | 아이슬란드어             | 군나르 비외른 군나르손 할프단 헬기 마티아손 잉기 바우어 마티아스 다비드 마티아손                                                          | [ 73 ] |
| 아일랜드       | RTÉ               | 에미                    | "Laika Party"                   | 영어                     | 트룰스 마리우스 아라 에미 크리스틴 구툴스루드 크리스티안센 에를렌드 구툴스루드 크리스티안센 헨릭 외스트룬드 라리사 토르미                 | [ 74 ] |
| 이스라엘       | IPBC              | 유발 라파엘             | "New Day Will Rise"             | 영어, 프랑스어, 히브리어 | 케렌 펠레스 | [ 75 ] |
| 이탈리아       | RAI               | 루치오 코르시           | "Volevo essere un duro"         | 이탈리아어               | 루치오 코르시 톰마소 오토마노 | [ 76 ] |
| 라트비아       | LSM               | 타우투메이타스          | "Bur man laimi"                 | 라트비아어               | 라우라 리치테 엘비스 린티슈 아스나테 란카네 아우렐리야 란카네 가브리엘라 츠바이그즈니테                                                   | [ 77 ] |
| 리투아니아     | LRT               | 카타르시스              | "Tavo akys"                     | 리투아니아어             | 루카스 라드제비치우스 | [ 78 ] |
| 룩셈부르크     | RTL               | 로라 손                 | "La poupée monte le son"        | 프랑스어                 | 크리스토프 후신 쥘리앙 살비아 뤼도빅-알렉상드르 비달                                                                                      | [ 79 ] |
| 몰타           | PBS               | 미리아나 콘테           | "Serving"                       | 영어                     | 미리아나 콘테 사라 이블린 풀러튼 매튜 메르시에카 벤자민 슈미트                                                                            | [ 80 ] |
| 몬테네그로     | RTCG              | 니나 지지치             | "Dobrodošli" (Добродошли)       | 몬테네그로어             | 다르코 디미트로프 비올레타 미하일롭스카 밀리치 보리스 수보티치                                                                            | [ 81 ] |
| 네덜란드       | AVROTROS          | 클로드                  | "C'est la vie"                  | 프랑스어, 영어           | 클로드 키암베 아르노 크랍만 레옹 폴 팔멘 요렌 반 데르 포르트                                                                              | [ 82 ] |
| 노르웨이       | NRK               | 카일 알레산드로         | "Lighter"                       | 영어                     | 아담 알스코그 카일 알레산드로 헬게센 빌랄로보스                                                                                           | [ 83 ] |
| 폴란드         | TVP               | 유스티나 스테치코프스카 | "Gaja"                          | 폴란드어, 영어           | 도미니크 부치코프스키-보이타셰크 파트리크 쿠모르 유스티나 스테치코프스카 에밀리안 발루초프스키                                            | [ 84 ] |
| 포르투갈       | RTP               | 나파                    | "Deslocado"                     | 포르투갈어               | 디오고 고이스 길례르메 고메스 주앙 로렌수 고메스 주앙 로드리게스 앙드레 산투스 프란시스코 소우사                                          | [ 85 ] |
| 산마리노       | SMRTV             | 가브리 폰테             | "Tutta l'Italia"                | 이탈리아어               | 안드레아 보노모 가브리 폰테 에드윈 로버츠                                                                                                 | [ 87 ] |
| 세르비아       | RTS               | 프린츠                  | "Mila" (Мила)                   | 세르비아어               | 두샨 바치치 | [ 88 ] |
| 슬로베니아     | RTVSLO            | 클레멘                  | "How Much Time Do We Have Left" | 영어                     | 클레멘 슬라코냐 | [ 89 ] |
| 스페인         | RTVE              | 멜로디                  | "Esa diva"                      | 스페인어                 | 알베르토 로리테 멜로디아 루이스 구티에레즈                                                                                                | [ 90 ] |
| 스웨덴         | SVT               | KAJ                     | "Bara bada bastu"               | 스웨덴어, 핀란드어       | 악셀 오만 케빈 홀름스트룀 야콥 노르가르드 로베르트 스코브론스키 크리스토페르 스트란드베르그 안데르스 브레토브                             | [ 91 ] |
| 스위스         | SRG SSR           | 조에 메                 | "Voyage"                        | 프랑스어                 | 조에 크레슬러 에밀리 미들마스 톰 외흘러                                                                                                   | [ 92 ] |
| 우크라이나     | 수스필네          | 지페르블라트            | "Bird of Pray"                  | 우크라이나어, 영어       | 페디르 호다코프 다닐로 레슈친스키 발렌틴 레슈친스키                                                                                       | [ 93 ] |
| 영국           | BBC               | 리멤버 먼데이           | "What the Hell Just Happened?"  | 영어                     | 줄리 아가르드 샘 브레넌 로렌 번 톰 홀링스 홀리-앤 헐 케스 카마라 샬럿 스틸 토마스 스텐가르드                                              | [ 94 ] |

### 기타 국가
EBU 회원 방송사인 안도라, 보스니아 헤르체고비나, 슬로바키아는 EBU의 참가국 목록 발표 이전에 불참을 확인했다. 마케도니아 방송사는 2024년 10월 유로비전 팬들이 방송사에 참가를 촉구하는 이메일에 대한 응답으로, 북마케도니아의 대회 복귀 가능성을 논의했다. 북마케도니아는 결국 2025년 최종 참가국 목록에 포함되지 않았다. 코소보 방송사 RTK의 총감독 슈쿰빈 아흐메텍사이 (Shkumbin Ahmetxhekaj)는 2024년 6월 EBU에 공식 서한을 보내 2025년 대회에 코소보의 데뷔 초청을 요청했지만, 이는 2024년 7월 EBU 총회에서 거부되었다.

## 제작 및 형식

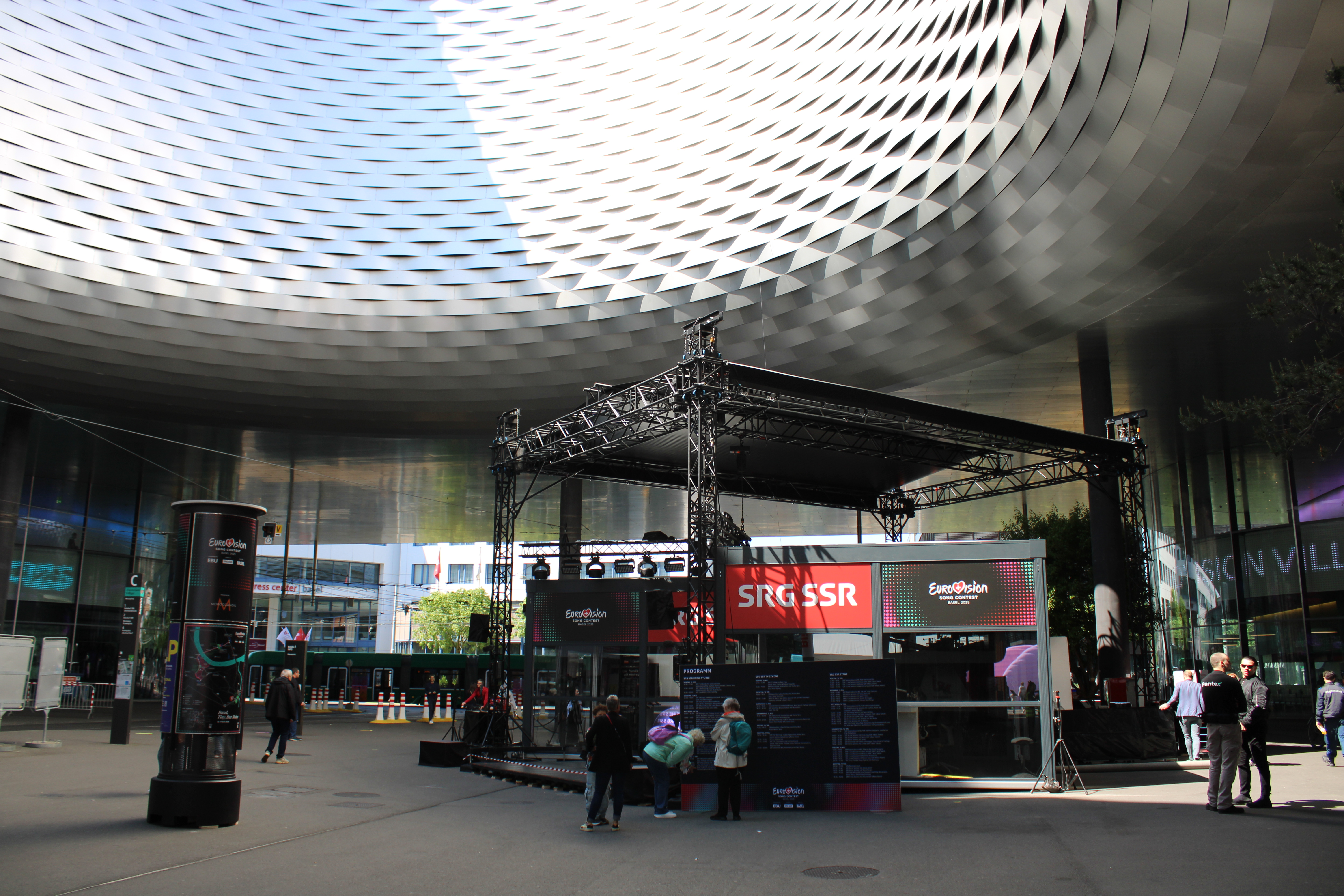
SRG SSR의 모바일 라디오 부스가 메세 바젤의 유로비전 빌리지에 있다.

유로비전 송 콘테스트 2025는 스위스 국영 방송사 SRG SSR이 제작했다. 핵심 팀은 레토 페리츠와 모리츠 슈타들러가 총괄 프로듀서로, 이브 쉬퍼를이 쇼 책임자로 구성되었다. 이전 대회와 동일한 역할을 수행한 인물로는 크리스테르 비외르크만이 대회 책임자, 토비아스 오베르그가 제작 책임자, 로빈 호프완더와 프레드릭 베클룬드가 멀티카메라 감독으로 참여했으며, 기타 제작진으로는 나댜 부르크하르트-트라콜이 행사 책임자, 만프레트 빈츠가 재무 책임자, 오로르 샤타르가 보안 책임자, 케빈 슈투버가 법률 책임자로 참여했다. 주제 아트 및 배경 음악 제작은 아트 디렉터 아르투르 데뇌브가 감독한다.
대회의 조직은 2025년을 위해 재구성되었다. 이는 2024년 대회의 논란에 대한 검토 후 2024년 7월 1일 EBU에 의해 발표되었다. 두 가지 새로운 직책이 신설되었다: ESC 감독과 상업 이사로, 각각 마르틴 그린 (2023년 대회의 전무 이사)과 유리안 반 데르 메르가 임명되었다. 그린은 총괄 감독 마르틴 외스테르달과 반 데르 메르의 업무를 감독하게 된다. 2024년 네덜란드 참가자 요스트 클라인의 실격으로 이어진 상황에 대응하여, 2025년부터는 대표단 언론 책임자의 사전 승인 없이는 아티스트의 비하인드 영상 촬영이 허용되지 않는다. 일련의 행동 규칙과 의무 돌봄 지침이 성문화되어 행사에 참여하는 모든 인력에게 의무화되었다.
예상 초기 예산은 6,100만 프랑 (6,520만 유로)이었으며, 바젤슈타트 행정위원회가 3,500만 프랑 (3,730만 유로), SRG SSR이 2,000만 프랑 (2,140만 유로), EBU가 600만 프랑 (640만 유로)을 기여했다.

### 시각, 음향 및 무대 디자인

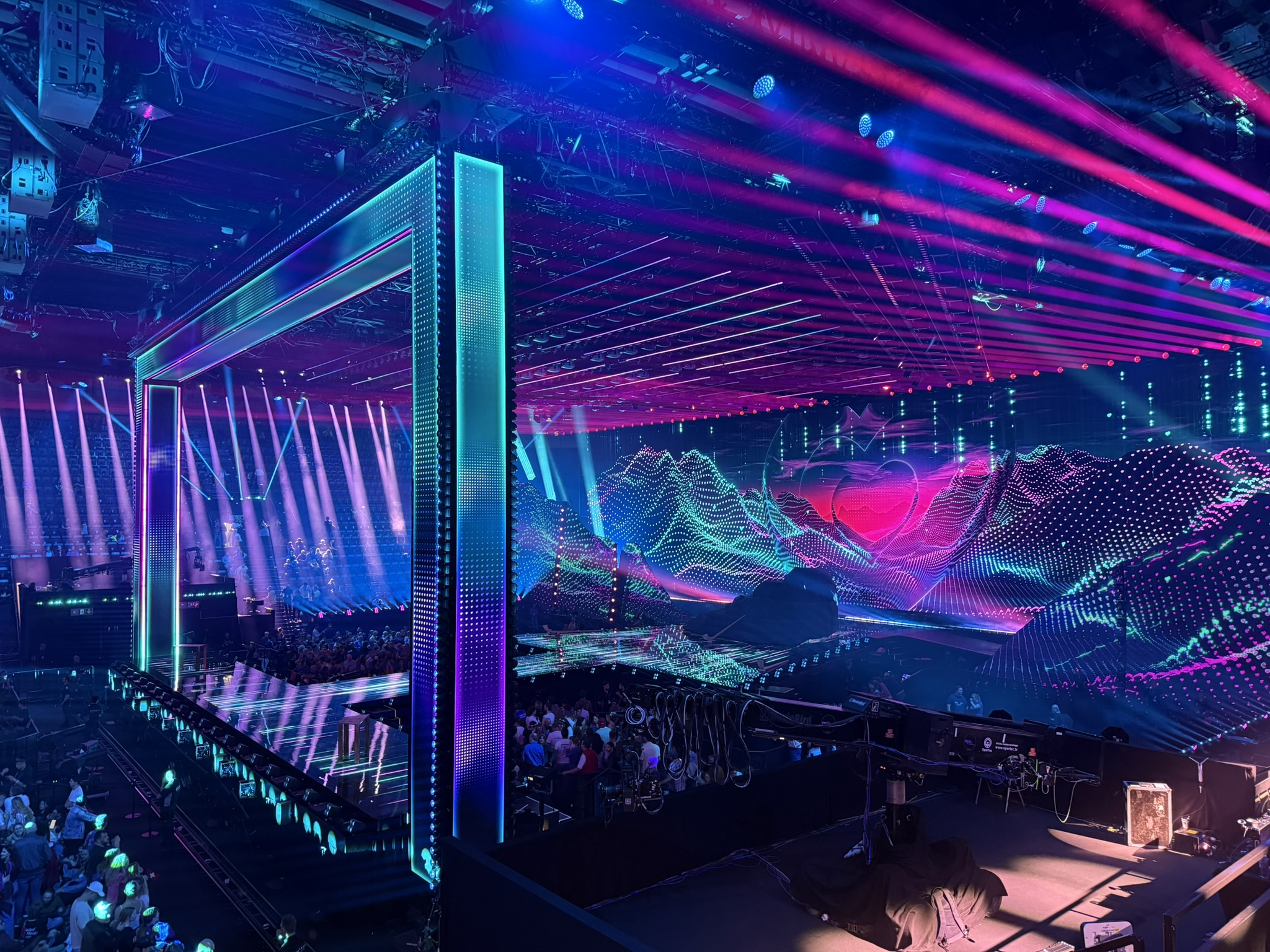
경기장 내 무대

2024년 12월 16일, SRG SSR은 2025년 대회의 테마 아트와 무대 디자인을 공개했다. 런던 기반의 에이전시 Not Wieden+Kennedy가 디자인하고 "유니티 셰이프스 러브(Unity Shapes Love)"라고 명명된 테마 아트는 다양한 색상의 "유로비전 하트" 미니어처를 하프톤 픽셀화 효과를 모방하여 배치하여, 수백만 명의 사람들이 유로비전 송 콘테스트를 통해 하나되어 함께 듣고 축하하는 것을 상징한다. 매시브뮤직(MassiveMusic)이 제작하고 "See You Radiate"라고 명명된 주제 음악은 스위스 전통 음악에 대한 경의를 표하며 향후 대회에서도 사용 가능하도록 조정되었다. 7번의 이전 대회 세트 디자인을 맡았던 독일의 프로덕션 디자이너 플로리안 비더가 2년 연속으로 고안한 무대는 스위스의 산과 언어적 다양성에서 영감을 받았으며, 스탠딩 관객석까지 확장되는 중앙 확장부와 LED 아치로 강조되었다.

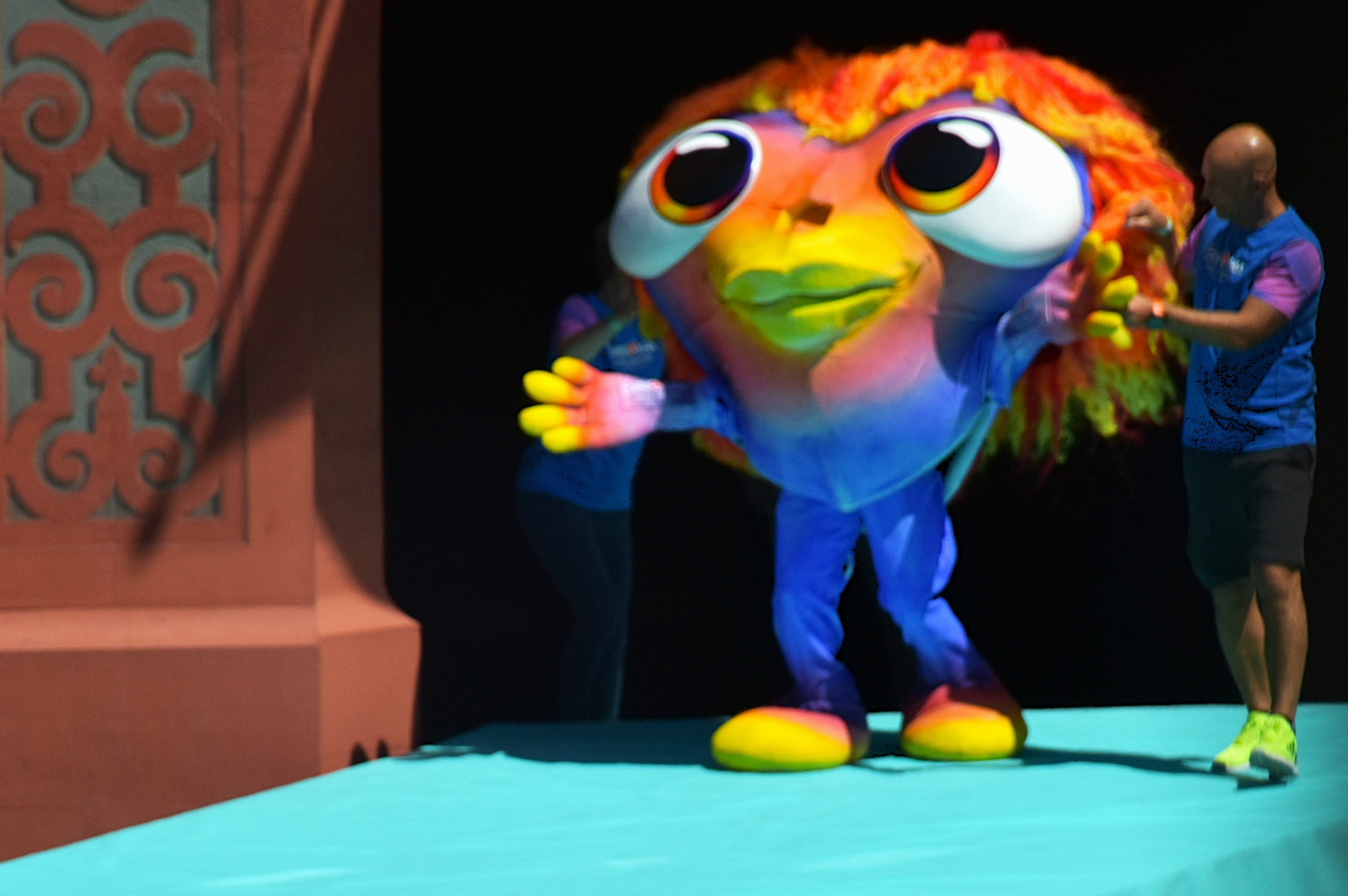
2025년 대회의 마스코트 루모

2025년 2월 26일, SRG SSR은 1992년 이후 처음으로 2025년 대회의 마스코트를 공개했다. "루모"라고 명명된 이 마스코트는 바젤 예술 디자인 아카데미의 린 브루너가 디자인했으며, 주황색 곱슬머리를 가진 의인화된 하트 모양이다.

### 엽서
"엽서"는 다음 참가자를 위해 무대가 준비되는 동안 TV에서 상영되는 짧은 비디오 소개였다. 2025년 1월부터 4월 사이에 촬영되었고 취리히 기반의 프로덕션 회사 Dynamic Frame의 루카 추르플루가 감독한 이 엽서들은 참가 아티스트들이 스위스 전역에서 지역 활동에 참여하는 모습을 담았다. 각 참가국에 사용된 장소는 다음과 같다.
- 알바니아 – 바젤, 바젤슈타트주
- 아르메니아 – 베틀리스, 장크트갈렌주
- 오스트레일리아 – 베른, 베른주
- 오스트리아 – 에멘탈, 베른주
- 아제르바이잔 – 취리히, 취리히주
- 벨기에 – 융프라우요흐, 발레주 및 베른
- 크로아티아 – 체르마트, 발레주
- 키프로스 – 바젤, 바젤슈타트주
- 체코 – 리부르그, 아르가우주
- 덴마크 – 그뤼예르, 프리부르
- 에스토니아 – 바젤, 바젤슈타트주
- 핀란드 – 아펜첼, 아펜첼이너로덴주
- 프랑스 – 아스코나, 티치노주
- 조지아 – 제네바, 제네바주
- 독일 – 바젤, 바젤슈타트주
- 그리스 – 페치아, 티치노주
- 아이슬란드 – 라퍼스빌, 장크트갈렌주
- 아일랜드 – CERN, 메렝, 제네바주
- 이스라엘 – 모르코테, 티치노주
- 이탈리아 – 바젤, 바젤슈타트주
- 라트비아 – 취리히, 취리히주
- 리투아니아 – 바젤, 바젤슈타트주
- 룩셈부르크 – 루기스발름, 니트발덴주
- 몰타 – 르 누아르몽, 쥐라 주
- 몬테네그로 – 취리히, 취리히주
- 네덜란드 – 필리주어, 그라우뷘덴주
- 노르웨이 – 에그나흐, 투르가우주
- 폴란드 – 락스, 그라우뷘덴주
- 포르투갈 – 라보, 보 주
- 산마리노 – 브루젤라, 티치노주
- 세르비아 – 바즈/오버바즈, 그라우뷘덴주
- 슬로베니아 – 알프 라구타, 그라우뷘덴주
- 스페인 – 루체른, 루체른주
- 스웨덴 – 막글링겐, 베른주
- 스위스 – 바젤, 바젤슈타트주
- 우크라이나 – 바젤, 바젤슈타트주
- 영국 – 체르마트, 발레주

### 진행자

산드라 슈투더와 하젤 브루거가 2025년 대회의 모든 쇼를 진행했으며, 미셸 훈치커가 결승전에 합류했다.

스위스 코미디언 하젤 브루거와 1991년 스위스를 대표했던 가수 산드라 슈투더는 2025년 1월 20일 2025년 대회의 진행자로 발표되었고, 세 번의 쇼를 모두 진행했다. 스위스-이탈리아 TV 진행자 미셸 훈치커는 결승전에 합류했다. 얀 판 디트스하위젠과 탄야 당크너는 "터키쉬 카펫"과 개막식 행사에 대한 해설을 제공했으며, 조엘 폰 무첸베허는 카펫 시작 시 경쟁 아티스트들을 환영하고 오데트 헬라'그랜드는 루트 끝에서 그들을 인터뷰했다. 장크트 야코프 파르크에서 열린 결승전 대중 상영회는 스벤 에피네이와 멜라니 프레몽이 진행했으며, 두 사람 모두 경기장에서 스위스 심사위원단의 점수를 발표했다. 에피네이는 또한 우승자 기자회견을 진행했다.

### 준결승 할당 추첨

준결승 할당 추첨 결과:
첫 번째 준결승 참가국
결승 진출 자격이 있으나 첫 번째 준결승에도 투표하는 국가
두 번째 준결승 참가국
결승 진출 자격이 있으나 두 번째 준결승에도 투표하는 국가

참가국 준결승을 결정하는 추첨은 CET 2025년 1월 28일 12시 30분에 Kunstmuseum Basel 강당에서 열렸다. 31개의 준결승 진출국은 역사적 투표 패턴에 따라 5개의 포트로 나뉘어 블록 투표 가능성을 줄이고 준결승전의 긴장감을 높였다. 이 추첨은 또한 6개의 자동 진출국(개최국 스위스와 "빅 5" 국가(프랑스, 독일, 이탈리아, 스페인, 영국))이 어느 준결승에 투표하고 방송해야 하는지, 그리고 비경쟁적으로 참가곡을 공연해야 하는지도 결정했다. 이 행사는 제니퍼 보스하르트와 얀 판 디트스하위젠이 진행했으며, 이전 개최 도시인 말뫼 시의회 의장인 카리나 닐손이 바젤슈타트 정부 의장인 콘라딘 크라머에게 상징적으로 임무를 인계하는 행사가 포함되었다. 2007년부터 전통적으로 사용되던 개최 도시 휘장은 닐손이 크라머에게 선물한 드레스로 대체되었는데, 올해부터 개최 도시 휘장을 대체할 첫 번째 "우정 선물"이었다.
| 포트 1                                                                       | 포트 2                                                                | 포트 3                                                                    | 포트 4                                                      | 포트 5                                                              |
| ---------------------------------------------------------------------------- | --------------------------------------------------------------------- | ------------------------------------------------------------------------- | ----------------------------------------------------------- | ------------------------------------------------------------------- |
| - 벨기에 - 체코 - 에스토니아 - 라트비아 - 리투아니아 - 룩셈부르크 - 네덜란드 | - 아르메니아 - 아제르바이잔 - 조지아 - 이스라엘 - 폴란드 - 우크라이나 | - 알바니아 - 오스트리아 - 크로아티아 - 몬테네그로 - 세르비아 - 슬로베니아 | - 키프로스 - 그리스 - 아일랜드 - 몰타 - 포르투갈 - 산마리노 | - 오스트레일리아 - 덴마크 - 핀란드 - 아이슬란드 - 노르웨이 - 스웨덴 |

### 깃발 정책
깃발 정책은 2025년을 위해 업데이트되었으며, 참가 아티스트는 공식적인 활동(무대 위, 그린룸, 터키쉬 카펫, 유로비전 빌리지 포함)에서 오직 자국 대표국의 깃발만 표시할 수 있도록 허용되었다. 반면, 이 정책은 관객에 대한 이전 금지 조치를 뒤집어 스위스 법에 허용되는 모든 깃발(예: 프라이드 깃발, 팔레스타인 깃발, 유럽기 등)의 표시를 허용했다. 이 정책을 수용하면서도 네덜란드 방송사 아브로트로스는 다음 해 대회에서 변경을 추진할 것이라고 밝혔다. 이 방송사는 이전에 LGBTQ+ 옹호 단체 COC 네덜란드와 만났는데, 이 단체는 경쟁 아티스트에게 프라이드 깃발을 금지하는 것을 "터무니없이 우스꽝스럽다"고 비판했다. 유럽 연합 (EU)의 문화 위원인 글렌 미칼레프는 또한 경쟁 아티스트에게 EU 깃발을 표시하는 것에 대한 유사한 제한을 비판했다.

## 대회 개요
준결승 진출자 발표 방식이 올해 대회부터 변경되었다. 처음 9명의 진출자에게는 3명씩 스플릿 스크린을 통해 호출되며, 한 번에 한 명씩 결승에 진출한다. 마지막 진출자는 진행자들이 화면에 나오는 동안 발표된다.

### 준결승 1

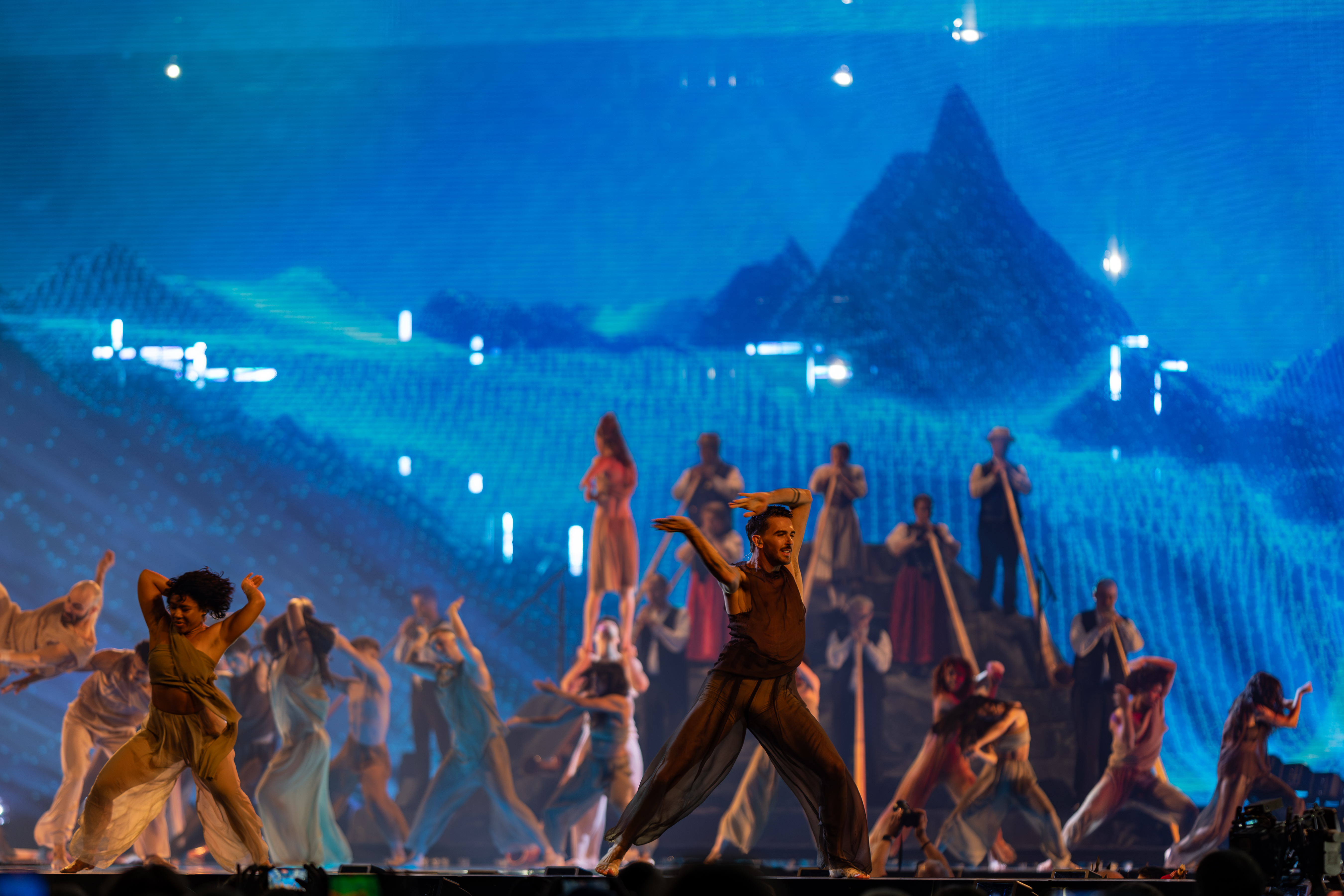
첫 번째 준결승 오프닝 공연에는 무용단, 요들러, 알파인 호른 연주자들이 스위스 스타일로 공연을 펼쳤다.

첫 번째 준결승은 CEST 2025년 5월 13일 21시에 열렸다. 15개국이 첫 번째 준결승에 참가했다. 이 국가들과 이탈리아, 스페인, 스위스는 물론 집계된 "기타 국가" 투표를 통해 비참가국들도 이 준결승에 투표했다. 공연 순서(R/O)는 대회 프로듀서에 의해 결정되었고 3월 27일에 공개 발표되었다. 참가곡 외에 스페인, 이탈리아, 스위스도 공연을 선보였으며, 각각 에스토니아, 벨기에, 크로아티아 곡 이후에 무대에 올랐다. 우크라이나는 준결승에서 가장 많은 점수를 받았으며, 점수순으로 알바니아, 네덜란드, 스웨덴, 에스토니아, 아이슬란드, 폴란드, 노르웨이, 포르투갈, 산마리노와 함께 결승에 진출했다. 결승에 진출하지 못한 국가는 키프로스, 크로아티아, 슬로베니아, 벨기에, 아제르바이잔이었다.
이 준결승은 댄서, 요들러, 알파인 호른 연주자들로 구성된 단체가 스위스 스타일로 이전 우승곡 네 곡인 "Tattoo" (2023년), "Arcade" (2019년), "Waterloo" (1974년), "The Code" (2024년)를 공연하며 시작되었다. 중간 공연에는 진행자 하젤 브루거와 산드라 슈투더가 스위스 스테레오타입과 발명품을 강조하고 풍자하는 크리스티안 크네히트와 루카스 호비가 작곡한 뮤지컬 번호 "Made in Switzerland"가 포함되었으며, 2013년, 2016년, 2024년에 대회를 진행했던 페트라 메데가 출연했다. 또한 2024년 대회에 참가했던 네 명의 이전 참가자(그리스의 마리나 사티, 우크라이나의 제리 헤일, 포르투갈의 이올란다, 리투아니아의 실베스터 벨트)가 1988년 스위스 우승곡인 "Ne partez pas sans moi"를 공연했으며, 이 곡의 원곡 가수인 셀린 디옹의 사전 녹음 메시지가 선행되었다. 그의 형제 닐스 올센과 함께 2000년 덴마크에서 우승했던 요르겐 올센은 그 해의 우승곡 "Fly on the Wings of Love"를 진출자 발표 후 공연했으며, 콘테스트의 영구 슬로건 "유나이티드 바이 뮤직"을 언급하는 가사 변경이 있었다.
| R/O | 국가         | 아티스트                | 곡                              | 점수 | 순위 |
| --- | ------------ | ----------------------- | ------------------------------- | ---- | ---- |
| 1   | 아이슬란드   | 배브                    | "Róa"                           | 97   | 6    |
| 2   | 폴란드       | 유스티나 스테치코프스카 | "Gaja"                          | 85   | 7    |
| 3   | 슬로베니아   | 클레멘                  | "How Much Time Do We Have Left" | 23   | 13   |
| 4   | 에스토니아   | 토미 캐시               | "Espresso Macchiato"            | 113  | 5    |
| 5   | 우크라이나   | 지페르블라트            | "Bird of Pray"                  | 137  | 1    |
| 6   | 스웨덴       | KAJ                     | "Bara bada bastu"               | 118  | 4    |
| 7   | 포르투갈     | 나파                    | "Deslocado"                     | 56   | 9    |
| 8   | 노르웨이     | 카일 알레산드로         | "Lighter"                       | 82   | 8    |
| 9   | 벨기에       | 레드 세바스찬           | "Strobe Lights"                 | 23   | 14   |
| 10  | 아제르바이잔 | 마마가마                | "Run with U"                    | 7    | 15   |
| 11  | 산마리노     | 가브리 폰테             | "Tutta l'Italia"                | 46   | 10   |
| 12  | 알바니아     | 슈코드라 일렉트로니케   | "Zjerm"                         | 122  | 2    |
| 13  | 네덜란드     | 클로드                  | "C'est la vie"                  | 121  | 3    |
| 14  | 크로아티아   | 마르코 보슈냐크         | "Poison Cake"                   | 28   | 12   |
| 15  | 키프로스     | 테오 에반               | "Shh"                           | 44   | 11   |

### 준결승 2
두 번째 준결승은 CEST 2025년 5월 15일 21시에 열렸다. 16개국이 두 번째 준결승에 참가했다. 이 국가들과 프랑스, 독일, 영국은 물론 집계된 "기타 국가" 투표를 통해 비참가국들도 이 준결승에 투표했다. 공연 순서(R/O)는 대회 프로듀서에 의해 결정되었고 3월 27일에 공개 발표되었다. 참가곡 외에 영국, 프랑스, 독일도 공연을 선보였으며, 각각 오스트리아, 조지아, 이스라엘 곡 이후에 무대에 올랐다. 이스라엘은 준결승에서 가장 많은 점수를 받았으며, 점수순으로 라트비아, 핀란드, 그리스, 오스트리아, 리투아니아, 룩셈부르크, 덴마크, 몰타, 아르메니아와 함께 결승에 진출했다. 결승에 진출하지 못한 국가는 오스트레일리아, 체코, 아일랜드, 세르비아, 조지아, 몬테네그로였다.
이 준결승은 유로비전 팬 필립이 이 대회에서 좋아하는 것들에 대한 독백으로 시작되었다. 중간 공연에는 춤 단체가 "정시(On Time)"라는 제목의 해석적인 루틴을 공연하는 스위스 시간 엄수성에 대한 발표가 포함되었고; 취소된 2020년 대회에 참가할 예정이었던 네 명의 이전 참가자(스위스의 기온즈 티어스와 "Répondez-moi", 리투아니아의 더 루프와 "On Fire", 아제르바이잔의 에펜디와 "Cleopatra", 그리고 몰타의 데스트니와 "All of My Love")가 공연했다. 공동 진행자 산드라 슈투더는 1990년 이탈리아 우승곡인 "Insieme: 1992"를 진출자 발표 후 공연했다.
| R/O | 국가           | 아티스트        | 곡                       | 점수 | 순위 |
| --- | -------------- | --------------- | ------------------------ | ---- | ---- |
| 1   | 오스트레일리아 | 고-조           | "Milkshake Man"          | 41   | 11   |
| 2   | 몬테네그로     | 니나 지지치     | "Dobrodošli"             | 12   | 16   |
| 3   | 아일랜드       | 에미            | "Laika Party"            | 28   | 13   |
| 4   | 라트비아       | 타우투메이타스  | "Bur man laimi"          | 130  | 2    |
| 5   | 아르메니아     | 파르그          | "Survivor"               | 51   | 10   |
| 6   | 오스트리아     | JJ              | "Wasted Love"            | 104  | 5    |
| 7   | 그리스         | 클라브디아      | "Asteromata"             | 112  | 4    |
| 8   | 리투아니아     | 카타르시스      | "Tavo akys"              | 103  | 6    |
| 9   | 몰타           | 미리아나 콘테   | "Serving"                | 53   | 9    |
| 10  | 조지아         | 마리암 솅엘리아 | "Freedom"                | 28   | 15   |
| 11  | 덴마크         | 시살            | "Hallucination"          | 61   | 8    |
| 12  | 체코           | 아돈스          | "Kiss Kiss Goodbye"      | 29   | 12   |
| 13  | 룩셈부르크     | 로라 손         | "La poupée monte le son" | 62   | 7    |
| 14  | 이스라엘       | 유발 라파엘     | "New Day Will Rise"      | 203  | 1    |
| 15  | 세르비아       | 프린츠          | "Mila"                   | 28   | 14   |
| 16  | 핀란드         | 에리카 비크만   | "Ich komme"              | 115  | 3    |

### 결승
결승전은 2025년 5월 17일 CEST 21시에 열렸으며, 26개국이 참가했다. 심사위원단 및 시청자 투표를 포함한 37개 참가국과 집계된 "기타 국가" 온라인 투표를 통해 모든 비참가국이 결승전에 투표했다. 개최국의 공연 순서는 3월 17일 참가 대표단 연례 회의에서 무작위 추첨으로 결정되었다. 나머지 결승 진출자들의 공연 순서는 두 번째 준결승 이후 대회 프로듀서에 의해 결정되었다.
오스트리아는 JJ가 부르고 그와 테오도라 슈피리치, 토마스 투르너가 작곡한 노래 "Wasted Love"로 우승했다. 오스트리아는 436점을 받아 심사위원단 투표에서도 우승했다. 이는 1966년과 2014년의 이전 우승에 이어 이 나라의 세 번째 우승이었다. 이스라엘은 357점으로 2위를 차지했으며 시청자 투표에서 우승했고, 에스토니아, 스웨덴, 이탈리아, 그리스, 프랑스, 알바니아, 우크라이나, 스위스가 상위 10위를 차지했다. 룩셈부르크, 덴마크, 스페인, 아이슬란드, 산마리노는 하위 5위를 차지했다.
결승전은 네모가 2024년 우승곡 "The Code"를 공연하며 시작되었고, 이어 탑 시크릿 드럼 군단의 반주에 맞춰 모든 26명의 결승 진출자를 소개하는 깃발 퍼레이드가 이어졌다. 경쟁 곡들 사이의 휴식 시간에는 공동 진행자 산드라 슈투더가 1991년 스위스 참가곡 "Canzone per te"의 한 부분을 불렀고, 공동 진행자 미셸 훈치커는 1958년 이탈리아 참가곡 "Nel blu, dipinto di blu"의 한 부분을 불렀다. 중간 공연에는 이전 스위스 참가자 네 명이 참가곡을 공연했다: 페터, 수, 마크가 1981년 참가곡 "Io senza te"을 불렀고, 파올라가 1980년 참가곡 "Cinéma"을, 루카 헤니가 2019년 참가곡 "She Got Me"를, 기온즈 티어스가 2021년 참가곡 "Tout l'univers"을 불렀다. 2024년 크로아티아를 대표했던 베이비 라자냐와 2023년 핀란드를 대표했던 카리야는 각자의 참가곡 "Rim Tim Tagi Dim"과 "Cha Cha Cha"의 매시업을 공연한 후 새로운 콜라보레이션 싱글 "#Eurodab"을 불렀다. 네모는 새로운 싱글 "Unexplainable"을 공연했다.
| R/O | 국가       | 아티스트                | 곡                             | 점수 | 순위 |
| --- | ---------- | ----------------------- | ------------------------------ | ---- | ---- |
| 1   | 노르웨이   | 카일 알레산드로         | "Lighter"                      | 89   | 18   |
| 2   | 룩셈부르크 | 로라 손                 | "La poupée monte le son"       | 47   | 22   |
| 3   | 에스토니아 | 토미 캐시               | "Espresso Macchiato"           | 356  | 3    |
| 4   | 이스라엘   | 유발 라파엘             | "New Day Will Rise"            | 357  | 2    |
| 5   | 리투아니아 | 카타르시스              | "Tavo akys"                    | 96   | 16   |
| 6   | 스페인     | 멜로디                  | "Esa diva"                     | 37   | 24   |
| 7   | 우크라이나 | 지페르블라트            | "Bird of Pray"                 | 218  | 9    |
| 8   | 영국       | 리멤버 먼데이           | "What the Hell Just Happened?" | 88   | 19   |
| 9   | 오스트리아 | JJ                      | "Wasted Love"                  | 436  | 1    |
| 10  | 아이슬란드 | 배브                    | "Róa"                          | 33   | 25   |
| 11  | 라트비아   | 타우투메이타스          | "Bur man laimi"                | 158  | 13   |
| 12  | 네덜란드   | 클로드                  | "C'est la vie"                 | 175  | 12   |
| 13  | 핀란드     | 에리카 비크만           | "Ich komme"                    | 196  | 11   |
| 14  | 이탈리아   | 루치오 코르시           | "Volevo essere un duro"        | 256  | 5    |
| 15  | 폴란드     | 유스티나 스테치코프스카 | "Gaja"                         | 156  | 14   |
| 16  | 독일       | 아보르 & 티나           | "Baller"                       | 151  | 15   |
| 17  | 그리스     | 클라브디아              | "Asteromata"                   | 231  | 6    |
| 18  | 아르메니아 | 파르그                  | "Survivor"                     | 72   | 20   |
| 19  | 스위스     | 조에 메                 | "Voyage"                       | 214  | 10   |
| 20  | 몰타       | 미리아나 콘테           | "Serving"                      | 91   | 17   |
| 21  | 포르투갈   | 나파                    | "Deslocado"                    | 50   | 21   |
| 22  | 덴마크     | 시살                    | "Hallucination"                | 47   | 23   |
| 23  | 스웨덴     | KAJ                     | "Bara bada bastu"              | 321  | 4    |
| 24  | 프랑스     | 루안                    | "Maman"                        | 230  | 7    |
| 25  | 산마리노   | 가브리 폰테             | "Tutta l'Italia"               | 27   | 26   |
| 26  | 알바니아   | 슈코드라 일렉트로니케   | "Zjerm"                        | 218  | 8    |

#### 대변인
대변인들은 각국 심사위원단의 12점 점수를 다음 순서로 발표했다.
1. 스웨덴 – 케요
2. 아제르바이잔 – 사푸라
3. 몰타 – 잉그리드 삼무트
4. 네덜란드 – 한탈 얀전
5. 슬로베니아 – 로렐라 플레고
6. 아르메니아 – 루시네 토브마시안
7. 룩셈부르크 – 파비엔 츠왈리
8. 산마리노 – 센히트
9. 우크라이나 – 제리 헤일
10. 노르웨이 – 톰 휴고
11. 오스트리아 – 필립 한자
12. 프랑스 – 에밀리 마조예르
13. 이탈리아 – 토포 지지오
14. 포르투갈 – 이올란다
15. 덴마크 – 사라 브로
16. 크로아티아 – 도리스 핀치치
17. 라트비아 – 돈스
18. 아일랜드 – 니키 번
19. 폴란드 – 알렉산드라 부드카
20. 몬테네그로 – 마르코 부크체비치
21. 그리스 – 제니 테오나
22. 세르비아 – 드라가나 코셰리나
23. 체코 – 라드카 로시츠카
24. 영국 – 소피 엘리스 벡스터[j]
25. 스페인 – 차넬
26. 핀란드 – 야스민 벨루드
27. 오스트레일리아 – 실리아 캅시스
28. 독일 – 미하엘 슐테
29. 벨기에 – 마누 반 아커
30. 이스라엘 – 에덴 골란
31. 알바니아 – 안드리 자후
32. 리투아니아 – 실베스터 벨트
33. 아이슬란드 – 헤라 비요크
34. 조지아 – 누차 부잘라제
35. 키프로스 – 루카스 하마초스
36. 에스토니아 – 크리스티안 야콥손
37. 스위스 – 멜라니 프레몽과 스벤 에피네이

## 상세 투표 결과

### 준결승 1
첫 번째 준결승의 10명의 진출자는 전적으로 시청자 투표로 결정되었으며, 산마리노는 시청자 투표를 조직하지 않았으므로 백업 심사위원단의 투표를 사용했다. 첫 번째 준결승에 참가한 15개국과 이탈리아, 스페인, 스위스, 그리고 집계된 전 세계 투표가 모두 투표했다. 10개의 진출국은 특정 순서 없이 발표되었고, 전체 결과는 결승전이 개최된 후에 공개되었다.
| 사용된 투표 절차: 100% 시청자 투표 100% 심사위원단 투표 | 사용된 투표 절차: 100% 시청자 투표 100% 심사위원단 투표 | 총점 | 아이슬란드 | 폴란드 | 슬로베니아 | 에스토니아 | 우크라이나 | 스웨덴 | 포르투갈 | 노르웨이 | 벨기에 | 아제르바이잔 | 산마리노 | 알바니아 | 네덜란드 | 크로아티아 | 키프로스 | 이탈리아 | 스페인 | 스위스 | 기타 국가 |
| 사용된 투표 절차: 100% 시청자 투표 100% 심사위원단 투표 | 사용된 투표 절차: 100% 시청자 투표 100% 심사위원단 투표 | 총점 |            |        |            |            |            |        |          |          |        |              |          |          |          |            |          |          |        |        |           |
| 참가국                                                  | 아이슬란드                                              | 97   |            | 6      | 5          | 7          | 2          | 12     | 2        | 8        | 5      |              |          | 5        | 10       | 7          | 7        | 4        | 5      | 4      | 8         |
| 참가국                                                  | 폴란드                                                  | 85   | 7          |        |            |            | 5          | 7      | 4        | 7        | 10     | 1            |          | 2        | 12       | 1          | 4        | 3        | 10     | 6      | 6         |
| 참가국                                                  | 슬로베니아                                              | 23   |            |        |            | 3          | 1          |        |          | 1        |        | 2            | 8        | 1        |          | 6          | 1        |          |        |        |           |
| 참가국                                                  | 에스토니아                                              | 113  | 6          | 8      | 1          |            | 3          | 6      | 6        | 6        | 4      | 10           | 10       | 8        | 6        | 12         | 8        | 8        | 4      | 3      | 4         |
| 참가국                                                  | 우크라이나                                              | 137  | 4          | 12     | 8          | 8          |            | 4      | 12       | 5        | 6      | 7            | 6        | 10       | 8        | 4          | 12       | 7        | 12     | 2      | 10        |
| 참가국                                                  | 스웨덴                                                  | 118  | 12         | 7      | 4          | 12         | 4          |        | 7        | 12       | 8      | 4            |          | 6        | 7        | 8          | 5        | 6        | 2      | 7      | 7         |
| 참가국                                                  | 포르투갈                                                | 56   | 1          | 3      | 3          | 6          | 7          | 2      |          | 3        | 3      |              | 4        |          | 3        |            |          | 1        | 7      | 8      | 5         |
| 참가국                                                  | 노르웨이                                                | 82   | 10         | 5      | 2          | 5          | 12         | 5      | 3        |          | 2      | 8            |          | 3        | 2        | 5          | 6        | 2        | 8      | 1      | 3         |
| 참가국                                                  | 벨기에                                                  | 23   | 5          |        |            | 1          |            |        |          |          |        |              | 12       |          | 5        |            |          |          |        |        |           |
| 참가국                                                  | 아제르바이잔                                            | 7    |            |        |            |            |            |        |          |          |        |              | 7        |          |          |            |          |          |        |        |           |
| 참가국                                                  | 산마리노                                                | 46   | 3          | 1      |            | 4          |            | 3      | 1        | 2        | 1      | 5            |          | 4        |          | 2          | 2        | 12       | 1      | 5      |           |
| 참가국                                                  | 알바니아                                                | 122  | 2          | 10     | 7          | 2          | 10         | 10     | 8        | 4        | 7      | 6            | 1        |          | 4        | 10         | 3        | 10       | 6      | 10     | 12        |
| 참가국                                                  | 네덜란드                                                | 121  | 8          | 4      | 6          | 10         | 6          | 8      | 10       | 10       | 12     | 3            | 3        | 7        |          | 3          | 10       | 5        | 3      | 12     | 1         |
| 참가국                                                  | 크로아티아                                              | 28   |            | 2      | 12         |            | 8          | 1      |          |          |        |              | 2        |          | 1        |            |          |          |        |        | 2         |
| 참가국                                                  | 키프로스                                                | 44   |            |        | 10         |            |            |        | 5        |          |        | 12           | 5        | 12       |          |            |          |          |        |        |           |

#### 12점
아래는 첫 번째 준결승에서 받은 모든 12점의 요약이다. 우크라이나는 네 국가로부터 최고점인 12점을 받았고, 스웨덴은 세 번의 12점을 받았다. 키프로스와 네덜란드는 각각 두 번의 12점을 받았고, 알바니아, 벨기에, 크로아티아, 에스토니아, 아이슬란드, 노르웨이, 폴란드, 산마리노는 각각 한 번의 12점을 받았다.
| # | 수신자     | 12점을 부여한 국가                 |
| - | ---------- | ---------------------------------- |
| 4 | 우크라이나 | 키프로스, 스페인, 폴란드, 포르투갈 |
| 3 | 스웨덴     | 에스토니아, 아이슬란드, 노르웨이   |
| 2 | 키프로스   | 알바니아, 아제르바이잔             |
| 2 | 네덜란드   | 벨기에, 스위스                     |
| 1 | 알바니아   | 나머지 세계                        |
| 1 | 벨기에     | 산마리노                           |
| 1 | 크로아티아 | 슬로베니아                         |
| 1 | 에스토니아 | 크로아티아                         |
| 1 | 아이슬란드 | 스웨덴                             |
| 1 | 노르웨이   | 우크라이나                         |
| 1 | 폴란드     | 네덜란드                           |
| 1 | 산마리노   | 이탈리아                           |

### 준결승 2
두 번째 준결승의 10명의 진출자는 전적으로 시청자 투표로 결정되었다. 두 번째 준결승에 참가한 16개국과 프랑스, 독일, 영국, 그리고 집계된 기타 국가 투표가 모두 투표했다. 10개의 진출국은 특정 순서 없이 발표되었고, 전체 결과는 결승전이 개최된 후에 공개되었다.
| 사용된 투표 절차: 100% 시청자 투표 | 사용된 투표 절차: 100% 시청자 투표 | 총점 | 오스트레일리아 | 몬테네그로 | 아일랜드 | 라트비아 | 아르메니아 | 오스트리아 | 그리스 | 리투아니아 | 몰타 | 조지아 | 덴마크 | 체코 | 룩셈부르크 | 이스라엘 | 세르비아 | 핀란드 | 프랑스 | 독일 | 영국 | 기타 국가 |
| 사용된 투표 절차: 100% 시청자 투표 | 사용된 투표 절차: 100% 시청자 투표 | 총점 |                |            |          |          |            |            |        |            |      |        |        |      |            |          |          |        |        |      |      |           |
| 참가국                             | 오스트레일리아                     | 41   |                |            | 3        | 6        |            | 2          |        | 6          | 5    | 1      | 3      | 1    |            |          |          | 5      |        | 2    | 5    | 2         |
| 참가국                             | 몬테네그로                         | 12   |                |            |          |          |            |            |        |            |      |        |        |      |            |          | 12       |        |        |      |      |           |
| 참가국                             | 아일랜드                           | 28   | 2              |            |          | 4        |            |            |        | 2          | 6    |        | 2      |      | 2          |          |          | 2      |        |      | 7    | 1         |
| 참가국                             | 라트비아                           | 130  | 7              | 3          | 8        |          | 4          | 8          | 3      | 12         | 3    | 7      | 8      | 10   | 7          | 4        | 4        | 10     | 6      | 8    | 8    | 10        |
| 참가국                             | 아르메니아                         | 51   |                |            |          | 1        |            |            | 8      | 5          | 1    | 12     |        | 3    |            | 12       | 1        |        | 8      |      |      |           |
| 참가국                             | 오스트리아                         | 104  | 3              | 7          | 6        | 7        | 8          |            | 10     | 8          | 7    | 6      | 7      | 6    | 4          | 6        | 6        | 7      | 1      | 5    |      |           |
| 참가국                             | 그리스                             | 112  | 5              | 10         | 1        |          | 12         | 7          |        |            | 8    | 5      | 4      | 4    | 10         | 8        | 10       | 1      | 7      | 10   | 3    | 7         |
| 참가국                             | 리투아니아                         | 103  | 1              | 5          | 10       | 12       | 1          |            | 4      |            | 2    | 8      | 6      | 8    | 8          |          | 5        | 6      | 5      | 7    | 10   | 5         |
| 참가국                             | 몰타                               | 53   | 8              | 4          | 4        |          | 7          | 1          | 6      |            |      | 2      | 1      | 2    | 3          | 5        | 2        | 3      |        |      | 2    | 3         |
| 참가국                             | 조지아                             | 28   |                |            |          | 3        | 10         |            | 5      | 3          |      |        |        |      |            | 7        |          |        |        |      |      |           |
| 참가국                             | 덴마크                             | 61   | 6              | 2          | 5        | 2        | 3          | 3          |        | 4          | 4    |        |        | 5    | 1          | 1        |          | 8      | 3      | 4    | 6    | 4         |
| 참가국                             | 체코                               | 29   |                |            |          |          | 5          | 5          |        |            |      | 3      |        |      | 5          | 3        |          |        |        |      |      | 8         |
| 참가국                             | 룩셈부르크                         | 62   | 4              | 1          | 2        | 5        |            | 6          | 7      | 1          |      |        | 5      |      |            | 10       | 3        | 4      | 10     | 3    | 1    |           |
| 참가국                             | 이스라엘                           | 203  | 12             | 8          | 12       | 10       | 2          | 12         | 12     | 10         | 12   | 10     | 12     | 12   | 12         |          | 7        | 12     | 12     | 12   | 12   | 12        |
| 참가국                             | 세르비아                           | 28   |                | 12         |          |          |            | 10         | 1      |            |      |        |        |      |            |          |          |        | 4      | 1    |      |           |
| 참가국                             | 핀란드                             | 115  | 10             | 6          | 7        | 8        | 6          | 4          | 2      | 7          | 10   | 4      | 10     | 7    | 6          | 2        | 8        |        | 2      | 6    | 4    | 6         |

#### 12점
아래는 두 번째 준결승에서 받은 모든 12점의 요약이다. 이스라엘은 13개국으로부터 최고점인 12점을 받았고, 아르메니아는 두 번의 12점을 받았다. 그리스, 라트비아, 리투아니아, 몬테네그로, 세르비아는 각각 한 번의 12점을 받았다.
| #  | 수신자     | 12점을 부여한 국가 |
| -- | ---------- | --- |
| 13 | 이스라엘   | 오스트레일리아, 오스트리아, 체코, 덴마크, 핀란드, 프랑스, 독일, 그리스, 아일랜드, 룩셈부르크, 몰타, 나머지 세계, 영국 |
| 2  | 아르메니아 | 이스라엘, 조지아 |
| 1  | 그리스     | 아르메니아 |
| 1  | 라트비아   | 리투아니아 |
| 1  | 리투아니아 | 라트비아 |
| 1  | 몬테네그로 | 세르비아 |
| 1  | 세르비아   | 몬테네그로 |

### 결승
결승전 결과는 37개 참가국 모두의 시청자 투표와 심사위원단 투표, 그리고 기타 국가의 집계된 대중 투표로 결정되었다. 심사위원 점수 발표는 각 국가별로 진행되었으며, 해당 국가의 대변인이 심사위원단이 가장 좋아하는 곡에 12점을 발표하고 나머지 점수는 화면에 표시되었다. 심사위원 점수 발표가 완료된 후, 대중 점수는 심사위원단으로부터 가장 적은 점수를 받은 국가부터 오름차순으로 대회 진행자에 의해 집계되어 발표되었다.
| 순위 | 통합       | 통합 | 심사위원단 | 심사위원단 | 시청자 투표 | 시청자 투표 |
| 순위 | 국가       | 점수 | 국가       | 점수       | 국가        | 점수        |
| ---- | ---------- | ---- | ---------- | ---------- | ----------- | ----------- |
| 1    | 오스트리아 | 436  | 오스트리아 | 258        | 이스라엘    | 297         |
| 2    | 이스라엘   | 357  | 스위스     | 214        | 에스토니아  | 258         |
| 3    | 에스토니아 | 356  | 프랑스     | 180        | 스웨덴      | 195         |
| 4    | 스웨덴     | 321  | 이탈리아   | 159        | 오스트리아  | 178         |
| 5    | 이탈리아   | 256  | 네덜란드   | 133        | 알바니아    | 173         |
| 6    | 그리스     | 231  | 스웨덴     | 126        | 우크라이나  | 158         |
| 7    | 프랑스     | 230  | 라트비아   | 116        | 폴란드      | 139         |
| 8    | 알바니아   | 218  | 그리스     | 105        | 그리스      | 126         |
| 9    | 우크라이나 | 218  | 에스토니아 | 98         | 핀란드      | 108         |
| 10   | 스위스     | 214  | 영국       | 88         | 이탈리아    | 97          |
| 11   | 핀란드     | 196  | 핀란드     | 88         | 독일        | 74          |
| 12   | 네덜란드   | 175  | 몰타       | 83         | 노르웨이    | 67          |
| 13   | 라트비아   | 158  | 독일       | 77         | 리투아니아  | 62          |
| 14   | 폴란드     | 156  | 우크라이나 | 60         | 프랑스      | 50          |
| 15   | 독일       | 151  | 이스라엘   | 60         | 네덜란드    | 42          |
| 16   | 리투아니아 | 96   | 알바니아   | 45         | 라트비아    | 42          |
| 17   | 몰타       | 91   | 덴마크     | 45         | 아이슬란드  | 33          |
| 18   | 노르웨이   | 89   | 아르메니아 | 42         | 아르메니아  | 30          |
| 19   | 영국       | 88   | 포르투갈   | 37         | 룩셈부르크  | 24          |
| 20   | 아르메니아 | 72   | 리투아니아 | 34         | 산마리노    | 18          |
| 21   | 포르투갈   | 50   | 스페인     | 27         | 포르투갈    | 13          |
| 22   | 룩셈부르크 | 47   | 룩셈부르크 | 23         | 스페인      | 10          |
| 23   | 덴마크     | 47   | 노르웨이   | 22         | 몰타        | 8           |
| 24   | 스페인     | 37   | 폴란드     | 17         | 덴마크      | 2           |
| 25   | 아이슬란드 | 33   | 산마리노   | 9          | 영국        | 0           |
| 26   | 산마리노   | 27   | 아이슬란드 | 0          | 스위스      | 0           |

| - 사용된 투표 절차: - 100% 시청자 투표 - 100% 심사위원단 투표 | - 사용된 투표 절차: - 100% 시청자 투표 - 100% 심사위원단 투표 | 총점 | 심사위원단 투표 점수 | 시청자 투표 점수 | 심사위원단 투표 | 심사위원단 투표 | 심사위원단 투표 | 심사위원단 투표 | 심사위원단 투표 | 심사위원단 투표 | 심사위원단 투표 | 심사위원단 투표 | 심사위원단 투표 | 심사위원단 투표 | 심사위원단 투표 | 심사위원단 투표 | 심사위원단 투표 | 심사위원단 투표 | 심사위원단 투표 | 심사위원단 투표 | 심사위원단 투표 | 심사위원단 투표 | 심사위원단 투표 | 심사위원단 투표 | 심사위원단 투표 | 심사위원단 투표 | 심사위원단 투표 | 심사위원단 투표 | 심사위원단 투표 | 심사위원단 투표 | 심사위원단 투표 | 심사위원단 투표 | 심사위원단 투표 | 심사위원단 투표 | 심사위원단 투표 | 심사위원단 투표 | 심사위원단 투표 | 심사위원단 투표 | 심사위원단 투표 | 심사위원단 투표 | 심사위원단 투표 |
| - 사용된 투표 절차: - 100% 시청자 투표 - 100% 심사위원단 투표 | - 사용된 투표 절차: - 100% 시청자 투표 - 100% 심사위원단 투표 | 총점 | 심사위원단 투표 점수 | 시청자 투표 점수 | 스웨덴          | 아제르바이잔    | 몰타            | 네덜란드        | 슬로베니아      | 아르메니아      | 룩셈부르크      | 산마리노        | 우크라이나      | 노르웨이        | 오스트리아      | 프랑스          | 이탈리아        | 포르투갈        | 덴마크          | 크로아티아      | 라트비아        | 아일랜드        | 폴란드          | 몬테네그로      | 그리스          | 세르비아        | 체코            | 영국            | 스페인          | 핀란드          | 오스트레일리아  | 독일            | 벨기에          | 이스라엘        | 알바니아        | 리투아니아      | 아이슬란드      | 조지아          | 키프로스        | 에스토니아      | 스위스          |
| - 사용된 투표 절차: - 100% 시청자 투표 - 100% 심사위원단 투표 | - 사용된 투표 절차: - 100% 시청자 투표 - 100% 심사위원단 투표 | 총점 | DUMMY VALUE          |                  |                 |                 |                 |                 |                 |                 |                 |                 |                 |                 |                 |                 |                 |                 |                 |                 |                 |                 |                 |                 |                 |                 |                 |                 |                 |                 |                 |                 |                 |                 |                 |                 |                 |                 |                 |                 |                 |
| 참가국                                                        | 노르웨이                                                      | 89   | 22                   | 67               | 4               |                 |                 |                 | 2               |                 |                 |                 |                 |                 |                 |                 |                 |                 |                 | 1               |                 |                 | 2               |                 |                 |                 | 6               |                 |                 |                 |                 | 1               |                 |                 |                 |                 | 6               |                 |                 |                 |                 |
| 참가국                                                        | 룩셈부르크                                                    | 47   | 23                   | 24               |                 |                 |                 | 6               |                 |                 |                 |                 | 3               |                 | 1               |                 |                 |                 |                 |                 | 3               |                 |                 | 4               |                 |                 |                 | 4               |                 |                 |                 |                 |                 | 2               |                 |                 |                 |                 |                 |                 |                 |
| 참가국                                                        | 에스토니아                                                    | 356  | 98                   | 258              |                 | 7               | 3               |                 | 7               | 2               | 3               | 7               | 5               | 4               | 3               |                 | 10              | 3               |                 | 5               | 1               |                 |                 |                 |                 | 3               |                 | 3               |                 | 4               | 3               |                 | 10              |                 |                 | 7               | 3               |                 |                 |                 | 5               |
| 참가국                                                        | 이스라엘                                                      | 357  | 60                   | 297              |                 | 12              |                 | 5               |                 |                 | 1               |                 | 2               |                 |                 | 7               |                 |                 | 3               | 6               |                 | 7               |                 |                 | 1               |                 |                 |                 |                 | 2               |                 | 3               |                 |                 | 5               |                 |                 | 1               | 5               |                 |                 |
| 참가국                                                        | 리투아니아                                                    | 96   | 34                   | 62               |                 |                 |                 | 4               |                 |                 |                 | 3               |                 |                 |                 |                 |                 |                 |                 |                 | 7               |                 | 6               | 3               |                 |                 | 5               | 6               |                 |                 |                 |                 |                 |                 |                 |                 |                 |                 |                 |                 |                 |
| 참가국                                                        | 스페인                                                        | 37   | 27                   | 10               | 2               | 5               | 5               |                 |                 |                 |                 |                 |                 |                 |                 | 5               |                 |                 |                 |                 |                 |                 |                 |                 |                 |                 |                 |                 |                 |                 |                 |                 |                 |                 | 10              |                 |                 |                 |                 |                 |                 |
| 참가국                                                        | 우크라이나                                                    | 218  | 60                   | 158              | 5               | 8               |                 |                 | 5               | 4               |                 | 4               |                 | 1               |                 |                 | 2               | 8               | 2               | 2               |                 |                 |                 |                 |                 | 4               |                 |                 | 2               |                 |                 |                 |                 | 4               |                 | 2               |                 | 6               |                 |                 | 1               |
| 참가국                                                        | 영국                                                          | 88   | 88                   | 0                |                 |                 |                 |                 |                 |                 | 6               | 2               | 10              | 7               | 7               |                 | 12              | 2               | 4               |                 |                 | 2               | 1               |                 |                 |                 | 10              |                 | 6               | 5               |                 |                 |                 |                 |                 |                 | 5               |                 |                 | 5               | 4               |
| 참가국                                                        | 오스트리아                                                    | 436  | 258                  | 178              | 12              |                 | 7               | 12              | 10              | 8               | 10              |                 | 1               | 12              |                 | 4               |                 | 6               | 5               | 10              | 12              | 12              | 7               | 8               | 10              | 8               |                 | 8               | 7               | 12              | 7               | 12              | 12              | 6               | 7               | 4               | 8               |                 | 7               | 7               | 7               |
| 참가국                                                        | 아이슬란드                                                    | 33   | 0                    | 33               |                 |                 |                 |                 |                 |                 |                 |                 |                 |                 |                 |                 |                 |                 |                 |                 |                 |                 |                 |                 |                 |                 |                 |                 |                 |                 |                 |                 |                 |                 |                 |                 |                 |                 |                 |                 |                 |
| 참가국                                                        | 라트비아                                                      | 158  | 116                  | 42               |                 |                 |                 | 3               |                 | 1               | 2               | 8               | 6               | 6               | 4               |                 |                 | 7               | 12              | 7               |                 |                 |                 |                 |                 | 1               |                 | 12              |                 |                 | 10              |                 | 7               | 7               |                 | 12              |                 | 8               |                 | 3               |                 |
| 참가국                                                        | 네덜란드                                                      | 175  | 133                  | 42               | 8               | 3               |                 |                 | 4               | 3               | 7               |                 |                 | 5               | 2               | 3               |                 | 5               |                 |                 |                 | 10              | 10              | 2               | 8               |                 | 7               |                 | 10              |                 |                 |                 | 3               |                 | 3               | 8               | 10              | 7               | 8               | 1               | 6               |
| 참가국                                                        | 핀란드                                                        | 196  | 88                   | 108              | 6               |                 | 6               |                 |                 | 10              |                 |                 |                 | 8               | 12              |                 | 1               |                 | 6               |                 | 10              | 4               |                 |                 |                 |                 |                 | 5               |                 |                 | 2               |                 | 4               |                 |                 |                 | 1               |                 |                 | 10              | 3               |
| 참가국                                                        | 이탈리아                                                      | 256  | 159                  | 97               |                 | 10              | 4               |                 | 12              |                 |                 | 12              | 8               |                 |                 | 6               |                 | 12              | 8               | 12              |                 |                 | 8               |                 | 4               |                 | 3               |                 | 4               |                 |                 | 5               | 5               | 3               |                 | 10              | 2               | 12              | 3               | 4               | 12              |
| 참가국                                                        | 폴란드                                                        | 156  | 17                   | 139              |                 | 4               |                 |                 |                 |                 |                 |                 |                 |                 |                 | 1               |                 |                 |                 |                 |                 |                 |                 |                 |                 |                 |                 |                 |                 |                 | 5               | 2               | 2               | 1               |                 |                 |                 |                 |                 | 2               |                 |
| 참가국                                                        | 독일                                                          | 151  | 77                   | 74               |                 | 2               |                 |                 |                 |                 | 4               |                 | 12              |                 |                 |                 | 8               |                 |                 |                 | 2               |                 |                 |                 | 5               | 10              | 12              |                 | 3               | 1               |                 |                 | 1               | 10              |                 | 5               |                 | 2               |                 |                 |                 |
| 참가국                                                        | 그리스                                                        | 231  | 105                  | 126              |                 |                 | 10              |                 |                 |                 |                 |                 |                 |                 |                 | 8               |                 | 1               |                 | 4               |                 | 3               | 4               | 12              |                 | 6               |                 | 1               |                 | 3               | 12              | 6               |                 | 12              | 6               |                 |                 | 5               | 12              |                 |                 |
| 참가국                                                        | 아르메니아                                                    | 72   | 42                   | 30               |                 |                 | 12              |                 |                 |                 |                 |                 |                 |                 |                 | 10              |                 |                 | 1               |                 | 4               | 1               |                 | 1               | 3               | 2               |                 |                 |                 |                 |                 |                 |                 | 5               |                 |                 |                 | 3               |                 |                 |                 |
| 참가국                                                        | 스위스                                                        | 214  | 214                  | 0                | 10              | 1               | 2               | 10              | 8               | 7               | 8               | 10              | 7               | 3               |                 | 2               | 4               | 10              | 10              | 8               | 8               |                 | 12              | 7               | 6               | 7               |                 |                 | 12              | 6               | 1               | 7               | 8               |                 | 8               | 3               | 7               | 4               | 6               | 12              |                 |
| 참가국                                                        | 몰타                                                          | 91   | 83                   | 8                | 1               |                 |                 |                 |                 | 5               |                 | 1               |                 |                 | 10              |                 | 5               |                 |                 |                 | 5               | 6               |                 | 5               |                 |                 | 2               | 7               | 5               | 7               | 8               | 8               |                 | 8               |                 |                 |                 |                 |                 |                 |                 |
| 참가국                                                        | 포르투갈                                                      | 50   | 37                   | 13               |                 | 6               |                 | 7               | 1               |                 |                 | 6               | 4               |                 |                 |                 |                 |                 |                 |                 |                 |                 |                 |                 |                 |                 | 4               |                 |                 |                 |                 |                 |                 |                 | 1               | 6               |                 |                 |                 |                 | 2               |
| 참가국                                                        | 덴마크                                                        | 47   | 45                   | 2                |                 |                 |                 |                 |                 |                 |                 |                 |                 |                 | 8               |                 | 7               |                 |                 |                 |                 |                 |                 |                 |                 | 5               | 1               | 10              |                 |                 | 4               |                 |                 |                 |                 |                 |                 | 10              |                 |                 |                 |
| 참가국                                                        | 스웨덴                                                        | 321  | 126                  | 195              |                 |                 | 1               | 8               | 6               | 6               | 5               |                 |                 | 10              | 5               |                 |                 |                 | 7               | 3               |                 | 5               |                 |                 | 7               |                 |                 |                 |                 | 10              | 6               | 4               | 6               |                 | 4               | 1               | 12              |                 | 2               | 8               | 10              |
| 참가국                                                        | 프랑스                                                        | 230  | 180                  | 50               | 7               |                 | 8               | 2               | 3               | 12              | 12              | 5               |                 | 2               | 6               |                 |                 |                 |                 |                 | 6               | 8               | 3               | 6               | 12              | 12              | 8               | 2               | 8               | 8               |                 | 10              |                 |                 | 12              |                 | 4               |                 | 10              | 6               | 8               |
| 참가국                                                        | 산마리노                                                      | 27   | 9                    | 18               |                 |                 |                 |                 |                 |                 |                 |                 |                 |                 |                 |                 | 6               |                 |                 |                 |                 |                 |                 |                 |                 |                 |                 |                 |                 |                 |                 |                 |                 |                 | 2               |                 |                 |                 | 1               |                 |                 |
| 참가국                                                        | 알바니아                                                      | 218  | 45                   | 173              | 3               |                 |                 | 1               |                 |                 |                 |                 |                 |                 |                 | 12              | 3               | 4               |                 |                 |                 |                 | 5               | 10              | 2               |                 |                 |                 | 1               |                 |                 |                 |                 |                 |                 |                 |                 |                 | 4               |                 |                 |

| - 사용된 투표 절차: - 100% 시청자 투표 - 100% 심사위원단 투표 | - 사용된 투표 절차: - 100% 시청자 투표 - 100% 심사위원단 투표 | 총점 | 심사위원단 투표 점수 | 시청자 투표 점수 | 시청자 투표 | 시청자 투표  | 시청자 투표 | 시청자 투표 | 시청자 투표 | 시청자 투표 | 시청자 투표 | 시청자 투표 | 시청자 투표 | 시청자 투표 | 시청자 투표 | 시청자 투표 | 시청자 투표 | 시청자 투표 | 시청자 투표 | 시청자 투표 | 시청자 투표 | 시청자 투표 | 시청자 투표 | 시청자 투표 | 시청자 투표 | 시청자 투표 | 시청자 투표 | 시청자 투표 | 시청자 투표 | 시청자 투표 | 시청자 투표    | 시청자 투표 | 시청자 투표 | 시청자 투표 | 시청자 투표 | 시청자 투표 | 시청자 투표 | 시청자 투표 | 시청자 투표 | 시청자 투표 | 시청자 투표 | 시청자 투표 |
| - 사용된 투표 절차: - 100% 시청자 투표 - 100% 심사위원단 투표 | - 사용된 투표 절차: - 100% 시청자 투표 - 100% 심사위원단 투표 | 총점 | 심사위원단 투표 점수 | 시청자 투표 점수 | 스웨덴      | 아제르바이잔 | 몰타        | 네덜란드    | 슬로베니아  | 아르메니아  | 룩셈부르크  | 산마리노    | 우크라이나  | 노르웨이    | 오스트리아  | 프랑스      | 이탈리아    | 포르투갈    | 덴마크      | 크로아티아  | 라트비아    | 아일랜드    | 폴란드      | 몬테네그로  | 그리스      | 세르비아    | 체코        | 영국        | 스페인      | 핀란드      | 오스트레일리아 | 독일        | 벨기에      | 이스라엘    | 알바니아    | 리투아니아  | 아이슬란드  | 조지아      | 키프로스    | 에스토니아  | 스위스      | 기타 국가   |
| - 사용된 투표 절차: - 100% 시청자 투표 - 100% 심사위원단 투표 | - 사용된 투표 절차: - 100% 시청자 투표 - 100% 심사위원단 투표 | 총점 | DUMMY VALUE          |                  |             |              |             |             |             |             |             |             |             |             |             |             |             |             |             |             |             |             |             |             |             |             |             |             |             |             |                |             |             |             |             |             |             |             |             |             |             |             |
| 참가국                                                        | 노르웨이                                                      | 89   | 22                   | 67               |             | 6            | 6           |             | 2           | 4           |             |             | 10          |             |             |             | 1           |             |             | 4           | 1           |             | 3           |             | 4           | 3           | 2           |             | 2           |             |                |             |             |             |             | 2           | 8           | 4           | 5           |             |             |             |
| 참가국                                                        | 룩셈부르크                                                    | 47   | 23                   | 24               |             |              |             |             | 4           |             |             |             |             |             |             | 1           |             |             |             |             |             |             |             | 8           |             |             |             |             |             |             |                |             |             | 3           | 8           |             |             |             |             |             |             |             |
| 참가국                                                        | 에스토니아                                                    | 356  | 98                   | 258              | 8           | 8            | 12          | 8           | 7           | 12          | 5           | 7           | 2           | 7           | 8           |             | 7           | 1           | 6           | 12          | 12          | 6           | 10          | 10          | 8           | 12          | 6           | 6           | 7           | 8           | 6              | 4           | 2           | 10          | 5           | 10          | 7           | 8           | 7           |             | 2           | 2           |
| 참가국                                                        | 이스라엘                                                      | 357  | 60                   | 297              | 12          | 12           | 5           | 12          | 6           |             | 12          | 10          | 1           | 10          | 7           | 12          | 8           | 12          | 8           |             | 7           | 10          |             | 7           | 7           | 2           | 10          | 12          | 12          | 10          | 12             | 12          | 12          |             | 7           | 3           | 4           | 7           | 10          | 2           | 12          | 12          |
| 참가국                                                        | 리투아니아                                                    | 96   | 34                   | 62               |             |              |             |             |             |             | 4           |             | 12          | 4           |             |             |             |             | 2           |             | 10          | 8           | 6           |             |             |             |             | 8           |             | 1           |                |             |             |             |             |             |             | 6           |             | 1           |             |             |
| 참가국                                                        | 스페인                                                        | 37   | 27                   | 10               |             |              |             |             |             |             |             |             |             |             |             |             |             | 6           |             |             |             | 1           |             |             |             |             |             |             |             |             |                |             |             |             |             |             |             |             |             |             |             | 3           |
| 참가국                                                        | 우크라이나                                                    | 218  | 60                   | 158              | 4           | 4            |             | 4           | 3           |             |             | 4           |             | 2           |             | 6           | 6           | 10          | 4           | 2           | 6           | 7           | 12          | 6           |             |             | 12          |             | 10          | 2           |                | 3           |             | 12          |             | 7           |             | 10          | 8           | 6           |             | 8           |
| 참가국                                                        | 영국                                                          | 88   | 88                   | 0                |             |              |             |             |             |             |             |             |             |             |             |             |             |             |             |             |             |             |             |             |             |             |             |             |             |             |                |             |             |             |             |             |             |             |             |             |             |             |
| 참가국                                                        | 오스트리아                                                    | 436  | 258                  | 178              |             | 10           | 10          | 3           | 10          | 7           |             | 5           | 6           | 1           |             | 2           | 4           | 7           | 3           | 5           | 4           | 4           | 7           | 3           | 10          | 10          | 4           |             | 4           | 7           | 3              | 6           | 3           | 8           | 6           | 5           | 3           | 5           | 6           |             | 6           | 1           |
| 참가국                                                        | 아이슬란드                                                    | 33   | 0                    | 33               | 5           |              |             |             | 1           |             |             |             |             | 3           | 1           |             |             |             | 10          | 1           |             |             |             |             |             |             |             |             |             | 6           |                | 1           |             |             |             |             |             |             |             | 5           |             |             |
| 참가국                                                        | 라트비아                                                      | 158  | 116                  | 42               |             |              |             |             |             |             | 1           |             | 8           |             |             |             |             |             |             |             |             | 3           | 2           |             |             |             |             | 3           |             | 3           | 2              |             |             |             |             | 12          |             |             |             | 8           |             |             |
| 참가국                                                        | 네덜란드                                                      | 175  | 133                  | 42               | 2           |              |             |             |             | 2           |             | 2           |             | 5           | 3           |             |             | 3           |             |             |             |             |             |             | 6           |             |             |             |             |             |                |             | 5           |             | 1           | 1           | 6           |             | 1           | 4           | 1           |             |
| 참가국                                                        | 핀란드                                                        | 196  | 88                   | 108              | 10          | 5            | 7           | 6           |             | 1           |             |             |             | 6           | 2           |             |             |             | 5           | 7           | 3           | 5           | 1           |             |             | 6           | 3           | 4           | 6           |             | 10             |             |             | 1           |             |             | 5           |             |             | 10          |             | 5           |
| 참가국                                                        | 이탈리아                                                      | 256  | 159                  | 97               | 1           |              | 8           | 2           | 12          |             |             | 3           | 7           |             | 10          | 3           |             | 8           |             | 6           | 2           |             |             | 1           |             |             |             |             |             |             |                | 2           | 1           |             | 10          | 6           |             |             |             | 7           | 8           |             |
| 참가국                                                        | 폴란드                                                        | 156  | 17                   | 139              | 6           |              | 2           | 10          |             |             | 3           | 6           | 3           | 8           | 5           | 7           | 3           |             | 7           |             |             | 12          |             |             |             |             | 8           | 10          | 8           |             | 1              | 7           | 10          |             |             |             | 12          |             | 4           |             | 3           | 4           |
| 참가국                                                        | 독일                                                          | 151  | 77                   | 74               |             |              |             | 1           |             | 5           |             |             | 5           |             | 12          |             |             |             | 1           | 3           | 5           |             | 5           |             | 3           | 5           | 1           |             |             | 5           |                |             |             | 5           | 4           | 8           | 1           | 2           |             | 3           |             |             |
| 참가국                                                        | 그리스                                                        | 231  | 105                  | 126              | 3           |              |             | 5           |             | 8           | 10          | 12          |             |             |             | 4           | 2           |             |             |             |             |             |             | 4           |             | 8           |             | 2           |             |             | 7              | 10          | 6           | 7           | 12          |             |             |             | 12          |             | 7           | 7           |
| 참가국                                                        | 아르메니아                                                    | 72   | 42                   | 30               |             |              |             |             |             |             |             |             |             |             |             | 8           |             |             |             |             |             |             |             |             | 2           |             |             |             |             |             |                |             |             | 6           |             |             |             | 12          | 2           |             |             |             |
| 참가국                                                        | 스위스                                                        | 214  | 214                  | 0                |             |              |             |             |             |             |             |             |             |             |             |             |             |             |             |             |             |             |             |             |             |             |             |             |             |             |                |             |             |             |             |             |             |             |             |             |             |             |
| 참가국                                                        | 몰타                                                          | 91   | 83                   | 8                |             | 1            |             |             |             |             |             |             |             |             |             |             |             |             |             |             |             |             |             |             |             | 1           |             | 1           |             |             | 5              |             |             |             |             |             |             |             |             |             |             |             |
| 참가국                                                        | 포르투갈                                                      | 50   | 37                   | 13               |             |              |             |             |             |             | 8           |             |             |             |             | 5           |             |             |             |             |             |             |             |             |             |             |             |             |             |             |                |             |             |             |             |             |             |             |             |             |             |             |
| 참가국                                                        | 덴마크                                                        | 47   | 45                   | 2                |             |              |             |             |             |             |             |             |             |             |             |             |             |             |             |             |             |             |             |             |             |             |             |             |             |             |                |             |             |             |             |             | 2           |             |             |             |             |             |
| 참가국                                                        | 스웨덴                                                        | 321  | 126                  | 195              |             | 3            | 1           | 7           | 5           | 6           | 2           | 1           | 4           | 12          | 4           |             | 5           | 4           | 12          | 8           | 8           | 2           | 8           | 5           | 1           | 7           | 7           | 7           | 5           | 12          | 8              | 5           | 4           | 2           | 2           | 4           | 10          | 1           |             | 12          | 5           | 6           |
| 참가국                                                        | 프랑스                                                        | 230  | 180                  | 50               |             | 2            |             |             |             | 10          | 6           |             |             |             |             |             |             | 5           |             |             |             |             |             | 2           | 5           |             |             |             | 1           |             |                |             | 8           | 4           |             |             |             |             | 3           |             | 4           |             |
| 참가국                                                        | 산마리노                                                      | 27   | 9                    | 18               |             |              | 3           |             |             |             |             |             |             |             |             |             | 12          |             |             |             |             |             |             |             |             |             |             |             |             |             |                |             |             |             | 3           |             |             |             |             |             |             |             |
| 참가국                                                        | 알바니아                                                      | 218  | 45                   | 173              | 7           | 7            | 4           |             | 8           | 3           | 7           | 8           |             |             | 6           | 10          | 10          | 2           |             | 10          |             |             | 4           | 12          | 12          | 4           | 5           | 5           | 3           | 4           | 4              | 8           | 7           |             |             |             |             | 3           |             |             | 10          | 10          |

#### 12점
아래는 결승전에서 받은 모든 12점의 요약이다. 심사위원단 투표에서 오스트리아는 8개국으로부터 최고점인 12점을 받았고, 이탈리아와 프랑스는 각각 6개와 5개씩의 12점을 받았다. 그리스는 4개, 라트비아와 스위스는 3개, 독일은 2개, 알바니아, 아르메니아, 핀란드, 이스라엘, 스웨덴, 영국은 각각 1개씩의 12점을 받았다. 시청자 투표에서는 이스라엘이 12개국과 기타 국가 투표로부터 최고점인 12점을 받았고, 에스토니아는 5개, 스웨덴은 4개, 그리스와 우크라이나는 각각 3개씩의 12점을 받았다. 알바니아와 폴란드는 각각 2개, 아르메니아, 독일, 이탈리아, 라트비아, 리투아니아, 산마리노는 각각 1개씩의 12점을 받았다.
| # | 수신자     | 12점을 부여한 국가                                                   |
| - | ---------- | -------------------------------------------------------------------- |
| 8 | 오스트리아 | 벨기에, 핀란드, 독일, 아일랜드, 라트비아, 네덜란드, 노르웨이, 스웨덴 |
| 6 | 이탈리아   | 크로아티아, 조지아, 포르투갈, 산마리노, 슬로베니아, 스위스           |
| 5 | 프랑스     | 알바니아, 아르메니아, 그리스, 룩셈부르크, 세르비아                   |
| 4 | 그리스     | 오스트레일리아, 키프로스, 이스라엘, 몬테네그로                       |
| 3 | 라트비아   | 덴마크, 리투아니아, 영국                                             |
| 3 | 스위스     | 에스토니아, 폴란드, 스페인                                           |
| 2 | 독일       | 체코, 우크라이나                                                     |
| 1 | 알바니아   | 프랑스                                                               |
| 1 | 아르메니아 | 몰타                                                                 |
| 1 | 핀란드     | 오스트리아                                                           |
| 1 | 이스라엘   | 아제르바이잔                                                         |
| 1 | 스웨덴     | 아이슬란드                                                           |
| 1 | 영국       | 이탈리아                                                             |

| #  | 수신자     | 12점을 부여한 국가 |
| -- | ---------- | --- |
| 13 | 이스라엘   | 오스트레일리아, 아제르바이잔, 벨기에, 프랑스, 독일, 룩셈부르크, 네덜란드, 포르투갈, 나머지 세계, 스페인, 스웨덴, 스위스, 영국 |
| 5  | 에스토니아 | 아르메니아, 크로아티아, 라트비아, 몰타, 세르비아                                                                              |
| 4  | 스웨덴     | 덴마크, 에스토니아, 핀란드, 노르웨이                                                                                          |
| 3  | 그리스     | 알바니아, 키프로스, 산마리노                                                                                                  |
| 3  | 우크라이나 | 체코, 이스라엘, 폴란드 |
| 2  | 알바니아   | 그리스, 몬테네그로 |
| 2  | 폴란드     | 아이슬란드, 아일랜드 |
| 1  | 아르메니아 | 조지아 |
| 1  | 독일       | 오스트리아 |
| 1  | 이탈리아   | 슬로베니아 |
| 1  | 라트비아   | 리투아니아 |
| 1  | 리투아니아 | 우크라이나 |
| 1  | 산마리노   | 이탈리아 |

## 방송
모든 참가 방송사는 현장 또는 원격 해설자를 통해 지역 시청자에게 통찰력과 투표 정보를 제공할 수 있다. 최소한 자국이 투표하는 결승전과 준결승전을 보여주어야 하지만, 대부분의 방송사는 세 번의 쇼를 모두 다룬다. 일부 비참가 방송사도 이 대회를 방영한다. 유로비전 송 콘테스트 유튜브 채널은 모든 쇼의 해설이 없는 국제 생중계를 제공한다. EBU에 따르면, 총 1억 6,600만 명이 최소 1분 동안 TV 방송을 시청했으며, 유튜브 방송은 7일 동안 누적 1,990만 회의 조회수를 기록했다. 37개 참가국을 포함하여 146개국에서 투표가 접수되었다.
| 국가           | 방송사            | 채널                                                  | 프로그램      | 해설자                                                                                    | Ref.                                    |
| -------------- | ----------------- | ----------------------------------------------------- | ------------- | ----------------------------------------------------------------------------------------- | --------------------------------------- |
| 알바니아       | RTSH              | RTSH 1, RTSH Muzikë, 라디오 티라나                    | 모든 프로그램 | 안드리 자후                                                                               | [ 174 ] [ 175 ]                         |
| 아르메니아     | AMPTV             | 아르메니아 1                                          | 모든 프로그램 | 흐라추히 우트마즈얀과 함레트 아라켈랸                                                     | [ 176 ] [ 177 ]                         |
| 오스트레일리아 | SBS               | SBS                                                   | 모든 프로그램 | 코트니 액트와 토니 암스트롱                                                               | [ 178 ] [ 179 ]                         |
| 오스트리아     | ORF               | ORF 1                                                 | 모든 프로그램 | 안디 크놀                                                                                 | [ 180 ]                                 |
| 오스트리아     | ORF               | FM4                                                   | 결선          | 얀 뵈머만과 올리 슐츠                                                                     | [ 181 ]                                 |
| 아제르바이잔   | İTV               | İTV                                                   | 모든 프로그램 | 엘나라 할릴로바와 아가 나디로프                                                           | [ 182 ] [ 183 ] [ 184 ]                 |
| 벨기에         | VRT               | VRT 1                                                 | 모든 프로그램 | 네덜란드어: 피터 반 데 베이레                                                             | [ 185 ] [ 186 ]                         |
| 벨기에         | VRT               | 라디오 2                                              | 결선          | 미정                                                                                      | [ 185 ] [ 186 ]                         |
| 벨기에         | RTBF              | 라 운                                                 | SF1/결선      | 프랑스어: 장루이 라예와 조엘 스코리엘                                                     | [ 187 ] [ 188 ]                         |
| 벨기에         | RTBF              | 티픽                                                  | SF2           | 프랑스어: 장루이 라예와 조엘 스코리엘                                                     | [ 187 ] [ 188 ]                         |
| 크로아티아     | HRT               | HRT 1                                                 | 모든 프로그램 | 두슈코 추를리치                                                                           | [ 189 ] [ 190 ]                         |
| 크로아티아     | HRT               | 크로아티아 라디오 2                                   | 모든 프로그램 | 두슈코 추를리치                                                                           | [ 191 ] [ 192 ] [ 193 ] [ 194 ]         |
| 키프로스       | CyBC              | RIK 1, RIK Sat                                        | 모든 프로그램 | 멜리나 카라게오르기우와 알렉산드로스 타라모운타스                                         | [ 195 ] [ 196 ] [ 197 ]                 |
| 키프로스       | CyBC              | RIK Trito                                             | 모든 프로그램 | 멜리나 카라게오르기우와 알렉산드로스 타라모운타스                                         | [ 198 ]                                 |
| 체코           | ČT                | ČT1                                                   | 준결선        | 온드르제이 치칸                                                                           | [ 199 ] [ 200 ] [ 201 ]                 |
| 체코           | ČT                | ČT1                                                   | 결선          | 온드르제이 치칸과 아이코                                                                  | [ 199 ] [ 200 ] [ 201 ]                 |
| 덴마크         | DR                | DR1                                                   | 모든 프로그램 | 올레 퇴프홀름                                                                             | [ 202 ]                                 |
| 에스토니아     | ERR               | ETV                                                   | 모든 프로그램 | 에스토니아어: 마르코 레이코프                                                             | [ 203 ]                                 |
| 에스토니아     | ERR               | ETV+                                                  | 모든 프로그램 | 러시아어: 율리아 칼렌다와 알렉산드르 호보토프                                             | [ 203 ]                                 |
| 핀란드         | Yle               | Yle TV1, TV 핀란드                                    | 모든 프로그램 | 핀란드어: 미코 실베노이넨 스웨덴어: 에바 프란츠와 요한 린드로스                           | [ 204 ] [ 205 ]                         |
| 핀란드         | Yle               | Yle 아레나                                            | 모든 프로그램 | 북부 사미어: 아슬라크 팔토와 이나리 사미어: 헬리 후오비넨                                 | [ 204 ] [ 205 ]                         |
| 핀란드         | Yle               | Yle 아레나                                            | SF2/결선      | 러시아어: 레반 츠발츠바제 우크라이나어: 갈리나 세르게예바                                 | [ 204 ] [ 205 ]                         |
| 핀란드         | Yle               | Yle 라디오 수오미                                     | 결선          | 핀란드어: 산나 피르칼라이넨과 토니 라악소넨                                               | [ 204 ] [ 206 ]                         |
| 핀란드         | Yle               | Yle X3M                                               | 모든 프로그램 | 스웨덴어: 에바 프란츠와 요한 린드로스                                                     | [ 204 ] [ 206 ]                         |
| 프랑스         | 프랑스 텔레비지옹 | 컬쳐박스                                              | 준결선        | 스테판 베른                                                                               | [ 207 ]                                 |
| 프랑스         | 프랑스 텔레비지옹 | 프랑스 2                                              | 결선          | 스테판 베른과 로랑스 보콜리니                                                             | [ 207 ]                                 |
| 조지아         | GPB               | 퍼스트 채널                                           | 모든 프로그램 | 미정                                                                                      | [ 208 ] [ 209 ]                         |
| 독일           | ARD/NDR           | 원                                                    | 준결선        | 토르스텐 쇼른                                                                             | [ 210 ] [ 211 ]                         |
| 독일           | ARD/NDR           | 다스 에어스터                                         | 결선          | 토르스텐 쇼른                                                                             | [ 212 ] [ 213 ]                         |
| 독일           | ARD/RBB           | 라디오 아인스                                         | 결선          | 아멜리 에른스트와 막스 스팔레크                                                           | [ 214 ]                                 |
| 그리스         | ERT               | ERT1                                                  | 모든 프로그램 | 마리아 코자쿠와 요르고스 카푸치디스                                                       | [ 215 ]                                 |
| 그리스         | ERT               | 데프테로 프로그램마                                   | 모든 프로그램 | 디미트리스 메이다니스                                                                     | [ 215 ]                                 |
| 아이슬란드     | RÚV               | RÚV                                                   | 모든 프로그램 | 구드룬 디스 에밀스도티르                                                                  | [ 216 ] [ 217 ]                         |
| 아이슬란드     | RÚV               | RÚV 2                                                 | SF1/결선      | 아이슬란드 수화 통역                                                                      | [ 216 ] [ 217 ]                         |
| 아이슬란드     | RÚV               | 라디오 2                                              | SF1           | 구드룬 디스 에밀스도티르                                                                  | [ 218 ]                                 |
| 아이슬란드     | RÚV               | 라디오 2                                              | 결선          | 구드룬 디스 에밀스도티르와 군나르 비르기손                                                | [ 218 ]                                 |
| 아일랜드       | RTÉ               | RTÉ2                                                  | 준결선        | 마티 윌런                                                                                 | [ 219 ] [ 220 ] [ 221 ]                 |
| 아일랜드       | RTÉ               | RTÉ 원                                                | 결선          | 마티 윌런                                                                                 | [ 219 ] [ 220 ] [ 221 ]                 |
| 이스라엘       | IPBC              | 칸 11, 칸 88                                          | 준결선        | 아사프 리베르만과 아키바 노빅                                                             | [ 222 ] [ 223 ] [ 224 ]                 |
| 이스라엘       | IPBC              | 칸 11, 칸 88                                          | 결선          | 아사프 리베르만, 아키바 노빅과 케렌 펠레스                                                | [ 222 ] [ 223 ] [ 224 ]                 |
| 이탈리아       | RAI               | 라이 2                                                | 준결선        | 가브리엘레 코르시와 빅마마                                                                | [ 225 ] [ 226 ] [ 227 ] [ 228 ]         |
| 이탈리아       | RAI               | 라이 1                                                | 결선          | 가브리엘레 코르시와 빅마마                                                                | [ 225 ] [ 226 ] [ 227 ] [ 228 ]         |
| 이탈리아       | RAI               | 라이 라디오 2                                         | 결선          | 딜레타 파를랑겔리와 마테오 오소                                                           | [ 225 ] [ 226 ] [ 227 ] [ 228 ]         |
| 라트비아       | LSM               | LTV1                                                  | 준결선        | 톰스 그레빈슈                                                                             | [ 229 ]                                 |
| 라트비아       | LSM               | LTV1                                                  | 결선          | 톰스 그레빈슈와 마리야 나우모바                                                           | [ 229 ]                                 |
| 리투아니아     | LRT               | LRT TV, LRT 라디야스                                  | 모든 프로그램 | 라무나스 질니스                                                                           | [ 230 ] [ 231 ]                         |
| 룩셈부르크     | RTL               | RTL 레체부르크                                        | 모든 프로그램 | 룩셈부르크어: 로저 사우어펠트와 라울 루스                                                 | [ 232 ] [ 233 ] [ 234 ] [ 235 ] [ 236 ] |
| 룩셈부르크     | RTL               | RTL 투데이                                            | SF2/결선      | 영어: 멜리사 달튼과 메레디스 모스                                                         | [ 232 ] [ 233 ] [ 234 ] [ 235 ] [ 236 ] |
| 룩셈부르크     | RTL               | RTL 인포                                              | SF2/결선      | 프랑스어: 파비앙 로드리게스와 제롬 디델롯                                                 | [ 232 ] [ 233 ] [ 234 ] [ 235 ] [ 236 ] |
| 몰타           | PBS               | TVM                                                   | 모든 프로그램 | 해설 없음                                                                                 | [ 237 ] [ 238 ] [ 239 ]                 |
| 몬테네그로     | RTCG              | TVCG 1                                                | 모든 프로그램 | 드라젠 바우코비치                                                                         | [ 240 ] [ 241 ]                         |
| 네덜란드       | NPO/AVROTROS      | NPO 1, BVN                                            | 모든 프로그램 | 코르날드 마스                                                                             | [ 242 ] [ 243 ] [ 244 ] [ 245 ]         |
| 네덜란드       | NPO/AVROTROS      | NPO 라디오 2                                          | 결선          | 카롤린 보르헤르스                                                                         | [ 242 ] [ 243 ] [ 244 ] [ 245 ]         |
| 노르웨이       | NRK               | NRK1                                                  | 모든 프로그램 | 마르테 스톡스타드                                                                         | [ 246 ]                                 |
| 노르웨이       | NRK               | NRK P1                                                | 결선          | 욘 마리우스 히테바크                                                                      | [ 247 ]                                 |
| 폴란드         | TVP               | TVP1, TVP 폴로니아                                    | 모든 프로그램 | 아르투르 오르체흐                                                                         | [ 248 ] [ 249 ] [ 250 ]                 |
| 포르투갈       | RTP               | RTP1, RTP 인터나시오날                                | 모든 프로그램 | 조세 카를로스 말라토와 누노 갈로핌                                                        | [ 252 ] [ 251 ]                         |
| 산마리노       | SMRTV             | 산마리노 RTV                                          | 모든 프로그램 | 안나 가스파리와 지지 레스티보                                                             | [ 253 ]                                 |
| 세르비아       | RTS               | RTS 1, RTS 스베트                                     | 모든 프로그램 | 두슈카 부치니치                                                                           | [ 254 ] [ 255 ] [ 256 ] [ 257 ]         |
| 세르비아       | RTS               | 베오그라드 라디오 1                                   | SF2           | 니콜레타 도이치노비치와 카타리나 토시치                                                   | [ 258 ]                                 |
| 슬로베니아     | RTVSLO            | TV SLO 2                                              | 준결선        | 모이차 마베츠                                                                             | [ 259 ] [ 260 ] [ 261 ]                 |
| 슬로베니아     | RTVSLO            | TV SLO 1                                              | 결선          | 모이차 마베츠                                                                             | [ 259 ] [ 260 ] [ 261 ]                 |
| 슬로베니아     | RTVSLO            | 라디오 발 202                                         | SF1           | 마이 발레리                                                                               | [ 259 ] [ 260 ] [ 261 ]                 |
| 슬로베니아     | RTVSLO            | 라디오 발 202                                         | 결선          | 마이 발레리와 이고르 브라치치                                                             | [ 259 ] [ 260 ] [ 261 ]                 |
| 스페인         | RTVE              | 라 2                                                  | SF2           | 스페인어: 줄리아 바렐라와 토니 아길라르                                                   | [ 262 ] [ 263 ] [ 264 ]                 |
| 스페인         | RTVE              | 라 1                                                  | SF1           | 스페인어: 줄리아 바렐라와 토니 아길라르                                                   | [ 262 ] [ 263 ] [ 264 ]                 |
| 스페인         | RTVE              | 라 1                                                  | 결선          | 스페인어: 줄리아 바렐라와 토니 아길라르 카탈루냐어: 소니아 우르바노와 샤비 마르티네스     | [ 262 ] [ 263 ] [ 264 ]                 |
| 스페인         | RTVE              | TVE 인터내셔널                                        | 모든 프로그램 | 스페인어: 줄리아 바렐라와 토니 아길라르                                                   | [ 262 ] [ 263 ] [ 264 ]                 |
| 스페인         | RTVE              | 라디오 나시오날, 라디오 엑스테리오르, RNE 파라 토도스 | 결선          | 스페인어: 데이비드 아센시오, 사라 칼보, 루이스 미겔 몬테스                                | [ 262 ] [ 263 ] [ 264 ]                 |
| 스페인         | RTVE              | 라디오 4                                              | 결선          | 카탈루냐어: 소니아 우르바노와 샤비 마르티네스                                             | [ 262 ] [ 263 ] [ 264 ]                 |
| 스웨덴         | SVT               | SVT1                                                  | 준결선        | 에드워드 아프 실렌                                                                        | [ 265 ]                                 |
| 스웨덴         | SVT               | SVT1                                                  | 결선          | 에드워드 아프 실렌과 페트라 메데                                                          | [ 265 ]                                 |
| 스웨덴         | SVT               | SVT 플레이                                            | 결선          | 북부 사미어: 아슬라크 팔토와 이나리 사미어: 헬리 후오비넨                                 | [ 266 ]                                 |
| 스웨덴         | SR                | 스웨덴 라디오 P4                                      | 모든 프로그램 | 카롤리나 노렌                                                                             | [ 267 ]                                 |
| 스위스         | SRG SSR           | RSI 라 1                                              | 모든 프로그램 | 이탈리아어: 엘리스 카발리니와 지안-안드레아 코스타                                        | [ 268 ]                                 |
| 스위스         | SRG SSR           | RTS 1                                                 | 준결선        | 프랑스어: 장마르크 리샤르와 니콜라 태너                                                   | [ 269 ] [ 270 ]                         |
| 스위스         | SRG SSR           | RTS 1                                                 | 결선          | 프랑스어: 장마르크 리샤르, 니콜라 태너와 빅토리아 투리안                                  | [ 269 ] [ 270 ]                         |
| 스위스         | SRG SSR           | SRF 1                                                 | 모든 프로그램 | 독일어: 스벤 에피네이                                                                     | [ 213 ] [ 129 ]                         |
| 스위스         | SRG SSR           | SRF 인포                                              | 모든 프로그램 | 스위스 독일어 수화 통역                                                                   | [ 213 ]                                 |
| 스위스         | SRG SSR           | 플레이 SRF                                            | 결선          | 독일어: 패티 바슬러                                                                       | [ 271 ]                                 |
| 스위스         | SRG SSR           | 플레이 RTS                                            | 모든 프로그램 | 스위스 프랑스어 수화 통역                                                                 | [ 272 ]                                 |
| 스위스         | SRG SSR           | 라디오 SRF 3                                          | 결선          | 독일어: 셀린 베르델리스                                                                   | [ 273 ]                                 |
| 스위스         | SRG SSR           | RTS 프르미에르                                        | 결선          | 프랑스어: 클레어 무드리                                                                   | [ 273 ]                                 |
| 스위스         | SRG SSR           | RSI 레테 트레                                         | 결선          | 이탈리아어: 다비데 갈리아르디                                                             | [ 273 ]                                 |
| 스위스         | SRG SSR           | 라디오 RTR                                            | 결선          | 로만슈어: 엘리아스 추차이오스                                                             | [ 273 ]                                 |
| 우크라이나     | 수스필네          | 수스필네 쿨투라                                       | SF1           | 티무르 미로시니첸코와 올렉산드르 페단                                                     | [ 274 ]                                 |
| 우크라이나     | 수스필네          | 수스필네 쿨투라                                       | SF2           | 티무르 미로시니첸코와 블라드 쿠란                                                         | [ 274 ]                                 |
| 우크라이나     | 수스필네          | 수스필네 쿨투라                                       | 결선          | 티무르 미로시니첸코와 알료나 알료나                                                       | [ 274 ]                                 |
| 우크라이나     | 수스필네          | 수스필네 쿨투라                                       | 모든 프로그램 | 우크라이나 수화: 테티아나 주르코바, 안피사 볼두시에바, 올렉산드르 루디크, 라다 소콜리우크 | [ 274 ]                                 |
| 우크라이나     | 수스필네          | 라디오 프로민                                         | 준결선        | 드미트로 자하르첸코와 레시아 안티펜코                                                     | [ 274 ]                                 |
| 우크라이나     | 수스필네          | 라디오 프로민                                         | 결선          | 안나 자클레츠카와 데니스 데니센코                                                         | [ 274 ]                                 |
| 영국           | BBC               | BBC One                                               | 준결선        | 스코트 밀스와 라일란                                                                      | [ 275 ]                                 |
| 영국           | BBC               | BBC One                                               | 결선          | 그레이엄 노턴                                                                             | [ 275 ]                                 |
| 영국           | BBC               | BBC 레드 버튼                                         | 모든 프로그램 | 영국 수화 통역                                                                            | [ 275 ]                                 |
| 영국           | BBC               | BBC 라디오 2                                          | 준결선        | 사라 콕스와 리치 앤더슨                                                                   | [ 275 ]                                 |
| 영국           | BBC               | BBC 라디오 2                                          | 결선          | 스콧 밀스와 라일란                                                                        | [ 275 ]                                 |

| 국가         | 방송사      | 채널                 | 프로그램      | 해설자                              | Ref.            |
| ------------ | ----------- | -------------------- | ------------- | ----------------------------------- | --------------- |
| 칠레         | 자핑 (회사) | 자핑 채널            | 모든 프로그램 | 해설 없음                           | [ 276 ]         |
| 페로 제도    | KVF         | KVF 1                | 모든 프로그램 | 군나르 놀쇠                         | [ 277 ]         |
| 코소보       | RTK         | RTK 1                | 모든 프로그램 | 아그론 크라스니치와 에그조나 라푸나 | [ 278 ]         |
| 몰도바       | TRM         | 몰도바 1             | 모든 프로그램 | 이온 잘바와 다니엘라 크루두         | [ 279 ] [ 280 ] |
| 북마케도니아 | MRT         | MRT 1, 라디오 스코페 | 모든 프로그램 | 알렉산드라 요바노프스카             | [ 281 ]         |
| 미국         | NBC         | 피콕                 | 모든 프로그램 | 해설 없음                           | [ 282 ]         |

## 기타 시상

### 마르셀 베잔송 어워드
마르셀 베잔송 어워드는 콘테스트 결선에 출전한 곡들을 기린다. 이 상은 스웨덴 대표단의 당시 단장이자 1992년 대표였던 크리스터 비에르크만과 1984년 우승자 리처드 헤레이가 2002년부터 주최해왔다. 이 상은 아티스틱 어워드, 작곡가 어워드, 언론 어워드의 세 가지 부문으로 나뉜다. 수상자는 5월 17일 유로비전 결선 직전에 발표되었다.
| 부문            | 국가   | 곡       | 가수    | 작곡가                                         |
| --------------- | ------ | -------- | ------- | ---------------------------------------------- |
| 작곡가 어워드   | 스위스 | "보야주" | 조이 므 | 에밀리 미들마스 톰 외흘러 조이 아니나 크레슬러 |
| 아티스틱 어워드 | 프랑스 | "마망"   | 루안    | 안 에드비지 마리아 페이셰르 트리스탄 살바티    |
| 언론 어워드     | 프랑스 | "마망"   | 루안    | 안 에드비지 마리아 페이셰르 트리스탄 살바티    |

### OGAE
유럽 및 그 외 지역의 40개 이상의 유로비전 송 콘테스트 팬클럽 조직인 OGAE는 2002년에 마르셀 베잔송 팬 어워드로 처음 개최된 연례 투표를 실시한다. 2025년 투표에서 모든 표가 집계된 후, 최고 순위에 오른 곡은 KAJ가 부른 스웨덴의 "바라 바다 바스투"였다. 상위 5개 결과는 다음과 같다.
| 국가       | 곡                 | 가수          | 점수 |
| ---------- | ------------------ | ------------- | ---- |
| 스웨덴     | "바라 바다 바스투" | KAJ           | 421  |
| 오스트리아 | "웨이스티드 러브"  | JJ            | 382  |
| 네덜란드   | "세 라 비"         | 클로드        | 278  |
| 핀란드     | "이히 코메"        | 에리카 비크만 | 253  |
| 몰타       | "서빙"             | 미리아나 콘테 | 164  |

## 반응

### 상업적 영향
2025년 대회 이후, 4개의 곡이 2025년 5월 31일자 빌보드 글로벌 200 차트에 진입했다: 독일의 "발러"가 80위, 에스토니아의 "에스프레소 마키아토"가 93위, 스웨덴의 "바라 바다 바스투"가 123위, 오스트리아의 우승곡 "웨이스티드 러브"가 167위에 올랐다. 또한 2025년 5월 31일자 빌보드 글로벌 익스클루시브 US 차트에서는 위 4곡이 각각 28위, 33위, 45위, 63위에 올랐으며, 노르웨이의 "라이터"는 172위에 올랐다. 또한 첫 번째 준결승전의 인터벌 공연인 "메이드 인 스위스"는 2025년 6월 6일에 싱글로 발매되었으며, 슈바이처 히트파라데에서 16위에 올랐다.

### 이스라엘 참가에 대한 논란

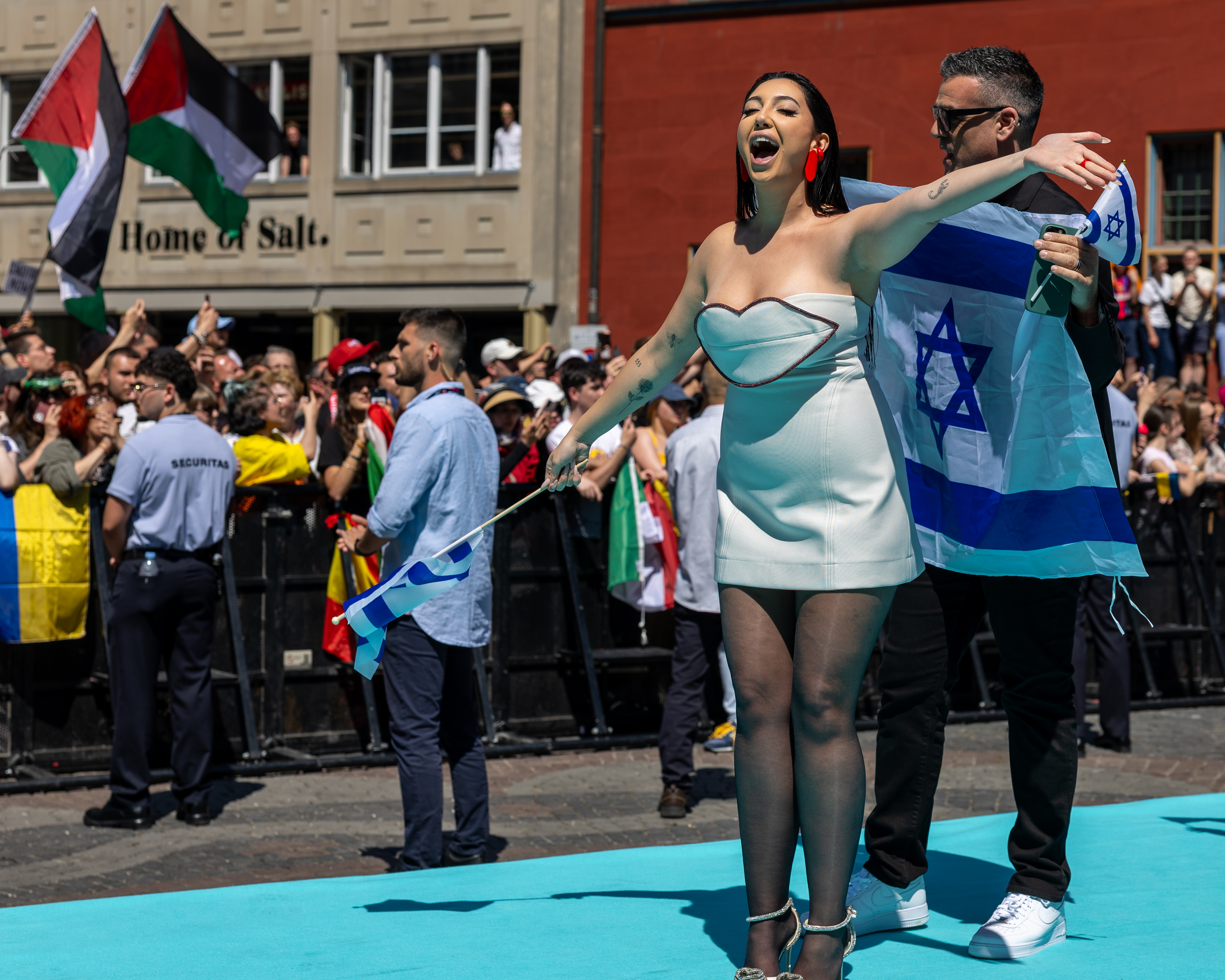
이스라엘 대표 유발 라파엘이 바젤의 "터쿼이즈 카펫"에서 친팔레스타인 시위대를 배경으로 서 있다, 2025년 5월 11일

계속되는 가자 전쟁으로 인해 이스라엘의 대회 참가는 논란이 되었고, 이스라엘을 대회에서 배제하라는 요구가 나왔다. 슬로베니아 방송사 RTVSLO는 EBU에 이스라엘을 배제할 것을 요구했고, 스페인 방송사 RTVE, 아일랜드 방송사 RTÉ, 아이슬란드 방송사 RÚV, 플랑드르 벨기에 방송사 VRT는 이스라엘의 참가에 대해 EBU 회원국 간의 광범위한 논의를 요구했다. EBU는 이스라엘의 참여에 대한 논의를 "적절한 시기에" 약속했지만, "정부가 아닌 공영 방송사의 연합"임을 재차 강조하며, 모든 EBU 회원 방송사들은 참가 자격이 있다고 밝혔다. 전 유로비전 참가자 72명은 전 우승자 찰리 맥게티건과 살바도르 소브랄을 포함하여 이스라엘의 배제를 요구하는 서한에 서명했다. 전회 우승자 네모는 나중에 이스라엘 배제를 지지하는 자체 요구를 발표했다.
이스라엘 방송사 칸이 제기한 불만사항에 따라, EBU는 RTVE에 해설가인 토니 아길라르와 줄리아 바렐라가 이스라엘의 두 번째 준결승 공연에 앞서 전쟁 사상자 수를 언급한 후 "다시 가자 분쟁을 언급하면" 벌금을 부과할 것이라고 경고했다. 결승전에 앞서 RTVE는 "인권이 위협받을 때 침묵은 선택 사항이 아니다. 팔레스타인을 위한 평화와 정의"라는 메시지를 방영했다. 결승전 동안 이스라엘의 공연은 관객들의 일부 야유를 받았다. 스위스 주최 방송사 SRG SSR은 텔레비전 방송에서 이를 미리 녹음된 박수 소리로 대체했다. 우승 후 JJ는 2026년 대회가 "비엔나에서 이스라엘 없이" 개최되기를 바란다고 밝혔다.
이스라엘은 결국 시청자 투표에서 우승하며 종합 2위를 차지했다. 대회 이후 RTVE와 VRT는 자국 시청자 투표 결과에 대한 감사를 요청하겠다고 발표했는데, 두 나라 모두 이스라엘에게 12점을 주었으며, RTVE는 다른 나라들도 "함께 참여할 것"이라고 밝혔다. VRT는 추가적으로 EBU 측에 "완전한 투명성"을 요구하며, 대회가 "행사의 원래 기준과 가치, 그리고 공영 방송의 가치와 점점 더 상충한다"고 언급하며 향후 대회 참여를 재고할 것이라고 밝혔다. RÚV와 벨기에 왈롱 방송사 RTBF는 이러한 결정을 지지하는 성명을 발표했다. 핀란드 방송사 Yle는 EBU에 시청자 투표 시스템을 "남용을 피하기 위해" 재작업할 것을 요청하겠지만, 결과에서 이스라엘의 역할을 강조하지는 않을 것이라고 밝혔다. 노르웨이 방송사 NRK는 나중에 투표 시스템 검토를 지지한다고 밝혔다. 네덜란드 방송사 AVROTROS와 NPO 또한 이스라엘의 참가와 관련하여 EBU 회원국들 간의 더 넓은 논의를 요구하는 데 동참했다. RTÉ는 나중에 RTVE와 VRT에 합류하여 시청자 투표 결과에 대한 감사를 요청했다. 여러 당사자들은 이스라엘의 높은 시청자 투표 점수에 영향을 미치는 요인으로 영향력 작전을 주장했다. 스페인 신문 엘 파이스는 이스라엘 정부와 여러 유럽 극우 계열 언론사들의 동원 캠페인을 지적했다. 일부 벨기에 의원들은 이스라엘 당국의 영향력 캠페인을 언급하며 해당 국가의 참가에 의문을 제기했고, 스페인 좌익 연합 수마르의 의원들은 대회 개혁과 이스라엘의 퇴출을 요구하는 제안을 등록했다. 스페인 총리 페드로 산체스도 대회 이후 이스라엘의 배제를 요구하며, 2022년 러시아의 우크라이나 침공 이후 러시아를 배제한 것과는 달리 집단학살로 특징지어지는 가자 전쟁에서의 행동 때문에 이스라엘을 배제하지 않는 것은 "이중 잣대"라고 말했다.
2025년 5월 19일, EBU의 사실 확인 및 공개출처정보 이니셔티브인 유로비전 뉴스 스포트라이트(Eurovision News Spotlight)는 이스라엘 정부 광고국이 구글 플랫폼에서 교차 플랫폼 광고 캠페인을 진행하고 공식 국가 소셜 미디어 계정을 활용하여 대회에서 이스라엘 출품작에 대한 대중의 지지를 독려하며 유권자들이 이스라엘에 허용된 20표 모두를 어떻게 투표할 수 있는지에 대한 지침을 제공했다는 증거를 발견한 조사를 발표했다. 조사 과정에서 유로비전 뉴스 스포트라이트는 2025년 4월 20일 @Vote4NewDayWillRise라는 사용자 이름으로 생성된 유튜브 계정을 분석했다. 5월 6일부터 16일까지 이 계정은 총 830만 회 이상의 조회수를 기록한 89개의 동영상을 게시했다. 오픈 소스 도구를 사용하여 수행된 분석 결과, 인공지능이 광고에 사용되었다는 증거는 발견되지 않았으며, 이는 이스라엘 대표 유발 라파엘이 홍보 영상 제작에 개인적으로 참여했음을 시사한다. 이스라엘 정부는 이전에 2024년 대회 기간 동안 홍보 캠페인을 통해 이스라엘 출품작에 대한 대중 투표를 늘리려고 시도했음을 인정한 바 있다.

## 공식 음반
유로비전 송 콘테스트: 바젤 2025는 대회 공식 컴필레이션 음반으로, 37개의 모든 참가곡이 수록되어 있다. 이 음반은 유럽 방송 연맹이 제작하고 유니버설 뮤직 그룹이 2025년 4월 18일 디지털로, 2025년 4월 25일 CD 형식으로, 2025년 5월 23일 바이닐 형식으로 발매했다.

### 차트
| 차트 (2025)                                   | 최고 순위 |
| --------------------------------------------- | --------- |
| 오스트레일리아 음반 (ARIA)                    | 37        |
| 벨기에 컴필레이션 음반 (울트라톱 50 플란데런) | 1         |
| 벨기에 컴필레이션 음반 (울트라톱 50 왈롱)     | 1         |
| 덴마크 컴필레이션 음반 (트래크리스텐)         | 5         |
| 네덜란드 컴필레이션 앨범 (메하하르츠)         | 1         |
| 독일 컴필레이션 앨범 (미디어 컨트롤)          | 1         |
| 그리스 음반 (IFPI)                            | 6         |
| 아일랜드 컴필레이션 음반 (IRMA)               | 1         |
| 노르웨이 실물 음반 (VG-리스타)                | 5         |
| 폴란드 실물 음반 (ZPAV)                       | 20        |
| 스웨덴 실물 음반 (스베리예토프리스탄)         | 4         |
| 영국 컴필레이션 앨범 (OCC)                    | 1         |
| 미국 탑 컴필레이션 음반 (빌보드)              | 9         |

## 내용주
1. ↑  구체적으로는 케이트 라이언 (벨기에 2006), 안나 로시넬리 (스위스 2011), 루카 헤니 (스위스 2019), 그리고 베이비 라자냐 (크로아티아 2024) 외에 DJ 앙투안[9]
2. ↑  특히 게그 알바니아어
3. ↑  특히 미국식 이탈리아어의 일종인 브로콜리노 방언
4. ↑  독일 공영 방송 컨소시엄 ARD를 대표하여[69][70]
5. 1 2 3  안드레아 보노모와 에드윈 로버츠가 미공개 보컬을 피처링한다[86]
6. ↑  특히 오스트로보트니아 지역에서 사용되는 핀란드 스웨덴어의 보뢰 방언
7. 1 2  벨기에와 같은 점수를 받았지만, 슬로베니아는 더 많은 국가로부터 점수를 받았기 때문에 13위로 간주된다.
8. 1 2 3  아일랜드는 같은 점수를 받았지만 세르비아와 조지아보다 높은 순위를 차지했는데, 이는 더 많은 국가로부터 점수를 받았기 때문이다. 또한 세르비아는 조지아와 같은 수의 국가로부터 점수를 받았지만 더 많은 12점을 받았기 때문에 조지아보다 높은 순위를 차지했다.
9. ↑  페터 레버와 마르크 디트리히만이 그룹의 멤버였으며, 각자의 자녀인 니나 레버와 브루노 디트리히가 함께했다.[164]
10. ↑  처음에 발표된 대변인은 슈티 개트와였으나, "예기치 못한 상황"으로 인해 철회되었고 엘리스-벡스터로 교체되었다.[171]
11. 1 2  우크라이나와 같은 점수를 받았지만, 알바니아는 시청자 투표에서 더 많은 점수를 받았기 때문에 통합 결과에서 8위를 차지한 것으로 간주된다.
12. 1 2  핀란드와 같은 점수를 받았음에도 불구하고, 영국은 더 많은 국가로부터 점수를 받았기 때문에 심사위원 투표에서 10위를 차지한 것으로 간주된다.
13. 1 2  이스라엘과 같은 점수를 받았음에도 불구하고, 우크라이나는 더 많은 국가로부터 점수를 받았기 때문에 심사위원 투표에서 14위를 차지한 것으로 간주된다.
14. 1 2  라트비아와 같은 점수를 받았음에도 불구하고, 네덜란드는 더 많은 국가로부터 점수를 받았기 때문에 시청자 투표에서 15위를 차지한 것으로 간주된다.
15. 1 2  덴마크와 같은 점수를 받았음에도 불구하고, 알바니아는 더 많은 국가로부터 점수를 받았기 때문에 심사위원 투표에서 16위를 차지한 것으로 간주된다.
16. 1 2  덴마크와 같은 점수를 받았음에도 불구하고, 룩셈부르크는 시청자 투표에서 더 많은 점수를 받았기 때문에 통합 결과에서 22위를 차지한 것으로 간주된다.
17. 1 2  두 나라 모두 0점을 받았음에도 불구하고, 동점 규정에 따라 영국은 25위, 스위스는 26위를 차지했는데, 이는 공연 순서 때문이다.
18. ↑  두 번째 준결선 방송은 WEST 22:00에 RTP 인터나시오날과 RTP 인터나시오날 아시아에서, RTP1과 RTP 인터나시오날 아메리카에서는 WEST 22:30에 지연 방송된다.[251]
19. ↑  카탈루냐어 해설은 카탈루냐에서만 사용 가능하다.
20. ↑  모든 쇼에 대한 스웨덴어 해설 옵션 SVT1 포함
21. ↑  핀란드 Yle 아레나(핀란드어판, 스웨덴어판) 방송 동시방송